# SEAT Ibiza
Seat Ibiza (укр. Сеат Ібіца) — компактні хетчбеки, що виробляються компанією Seat. Вони виготовляються з 1984 року.

## Seat Ibiza 1 (Тип 021A) (1984—1993)

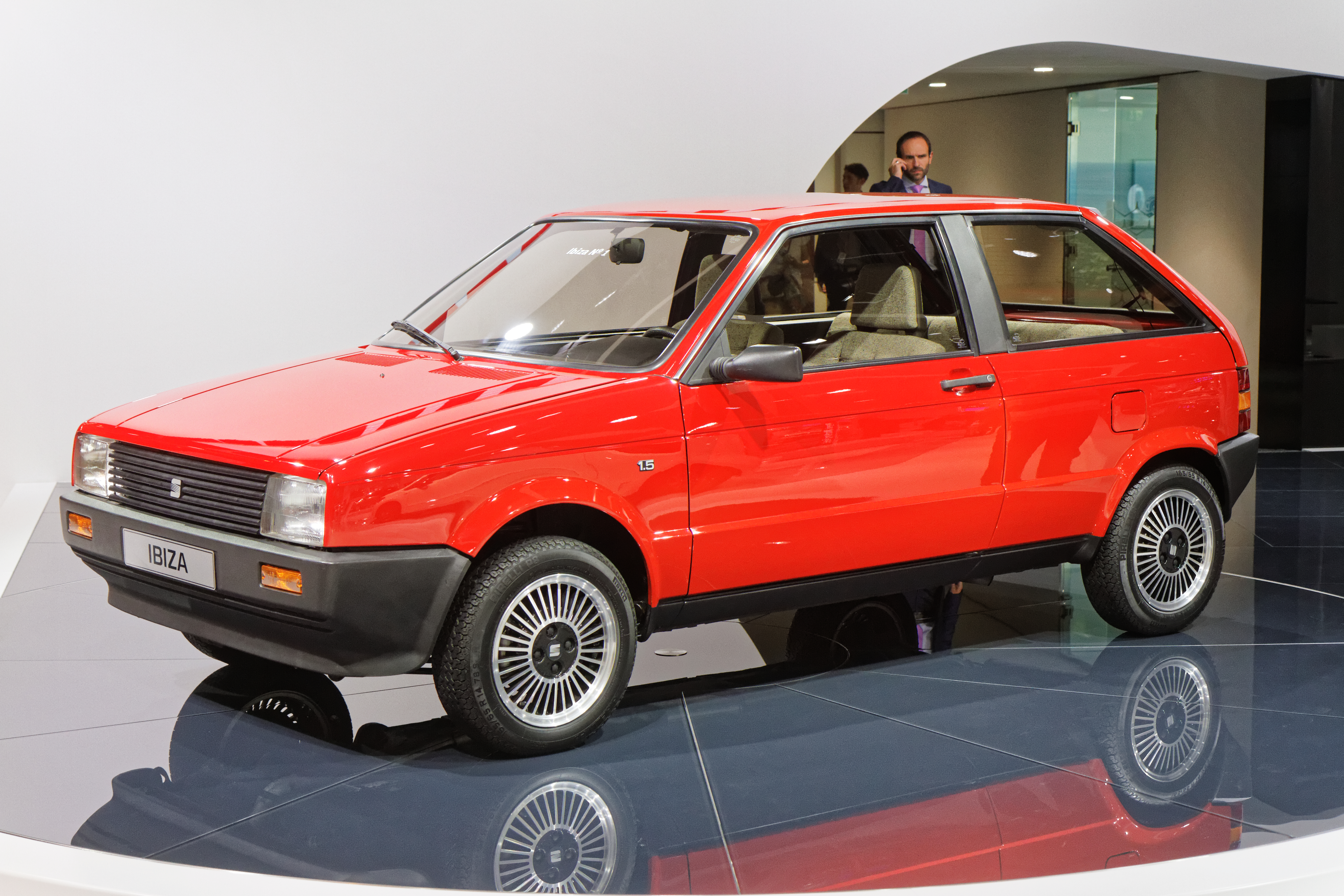
Seat Ibiza 1 3-дв. (1984-1988)

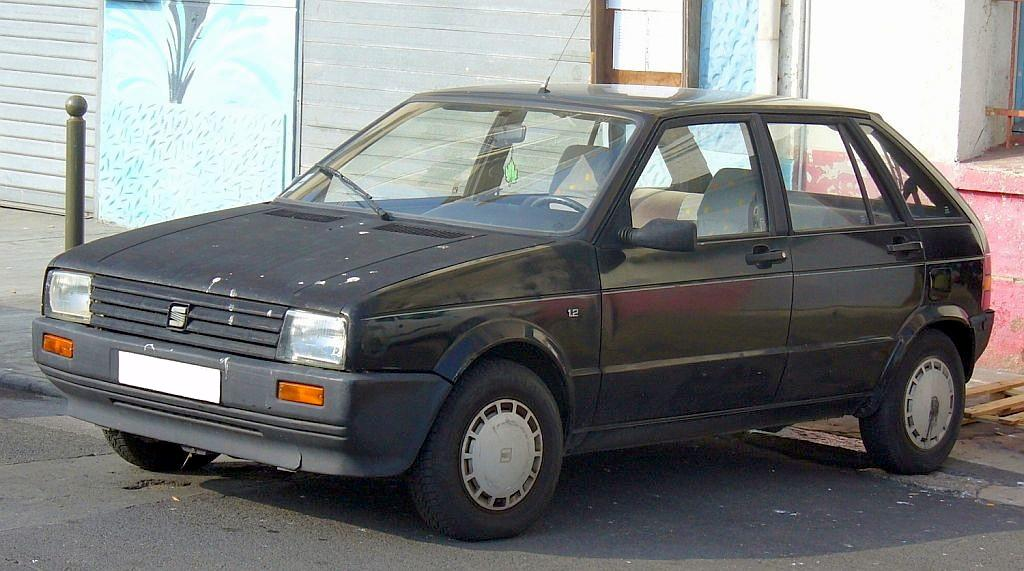
Seat Ibiza 1 5-дв. (1988-1991)

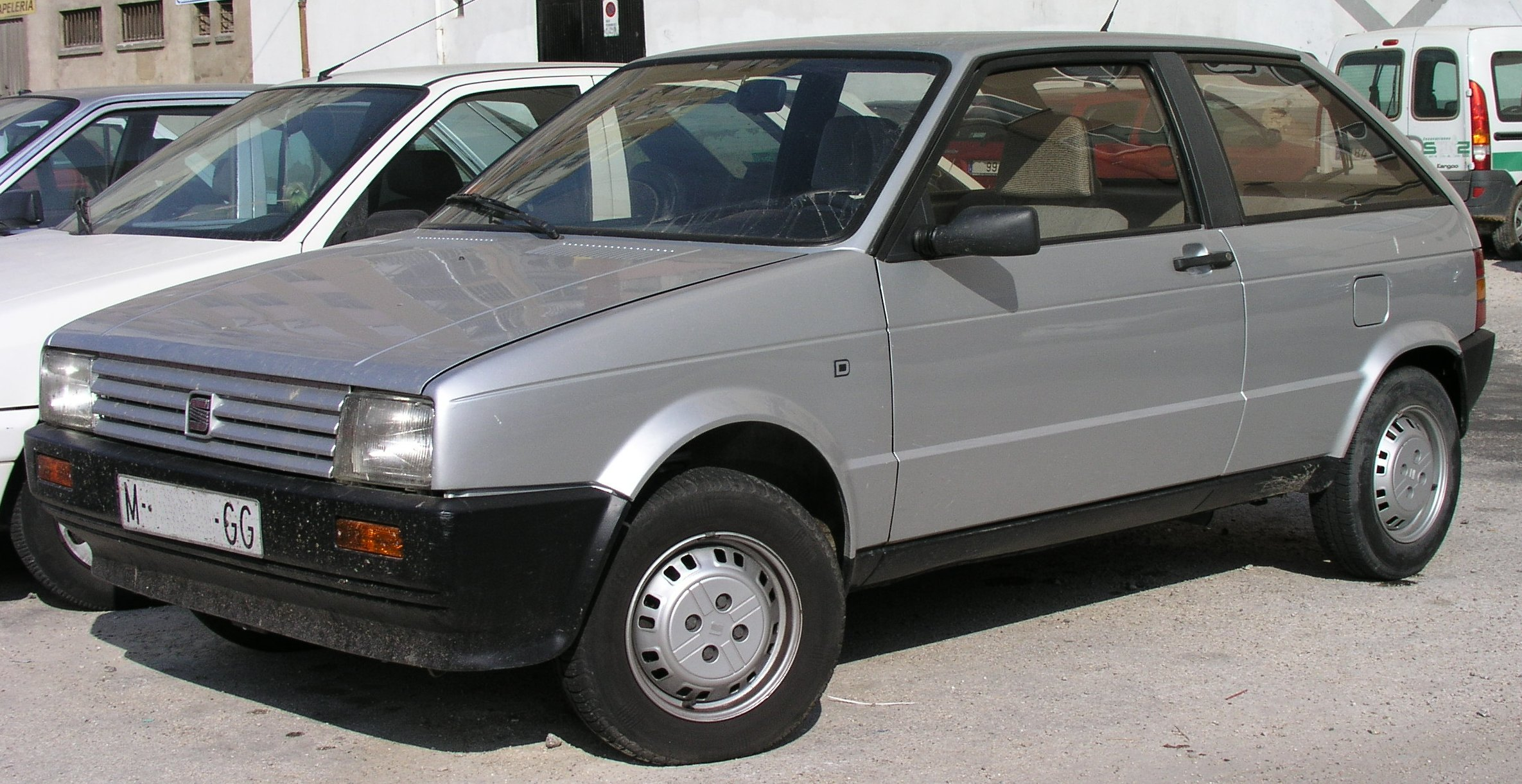
Seat Ibiza 1 3-дв. (1988-1991)

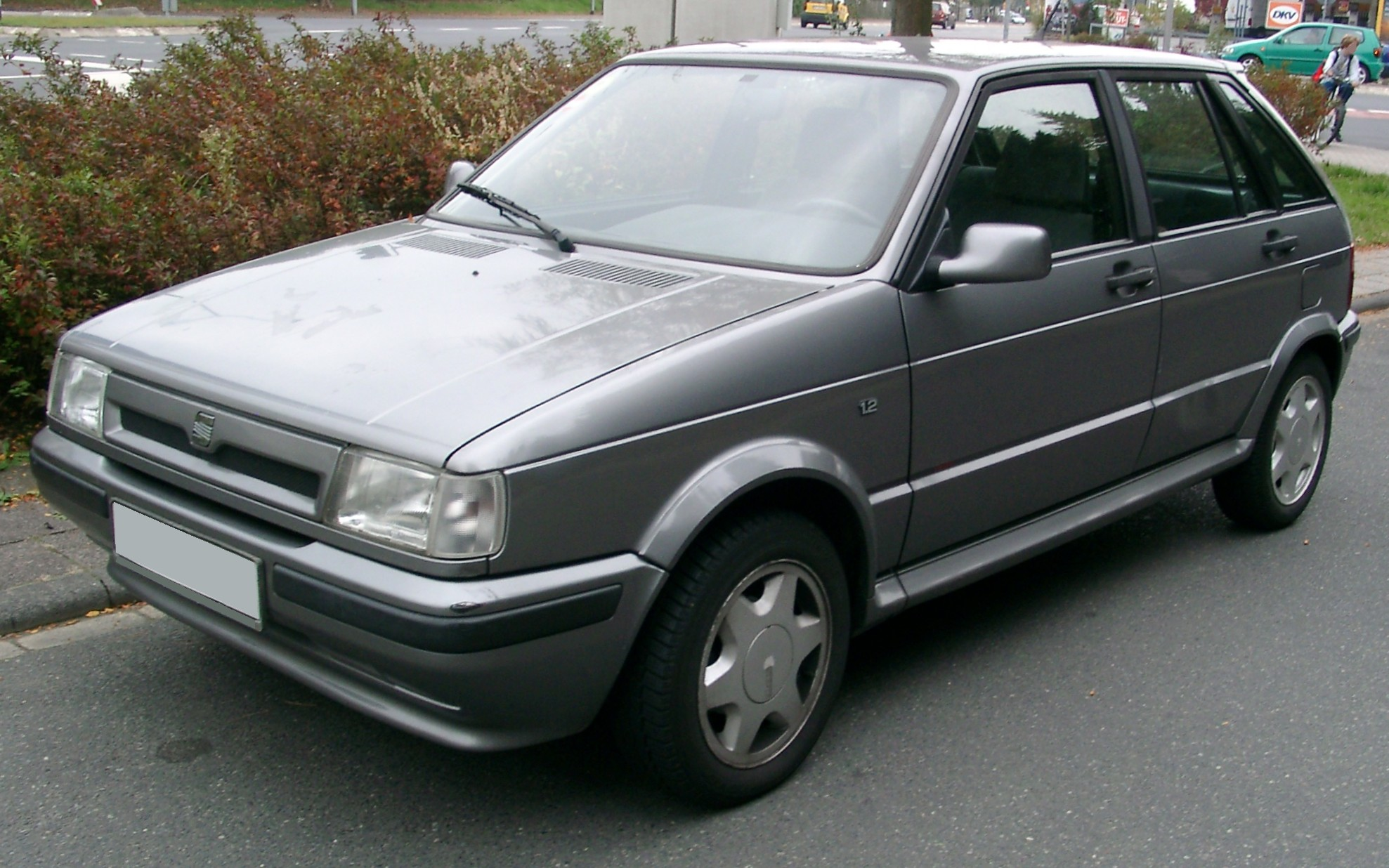
Seat Ibiza 1 5-дв. (1991-1993)

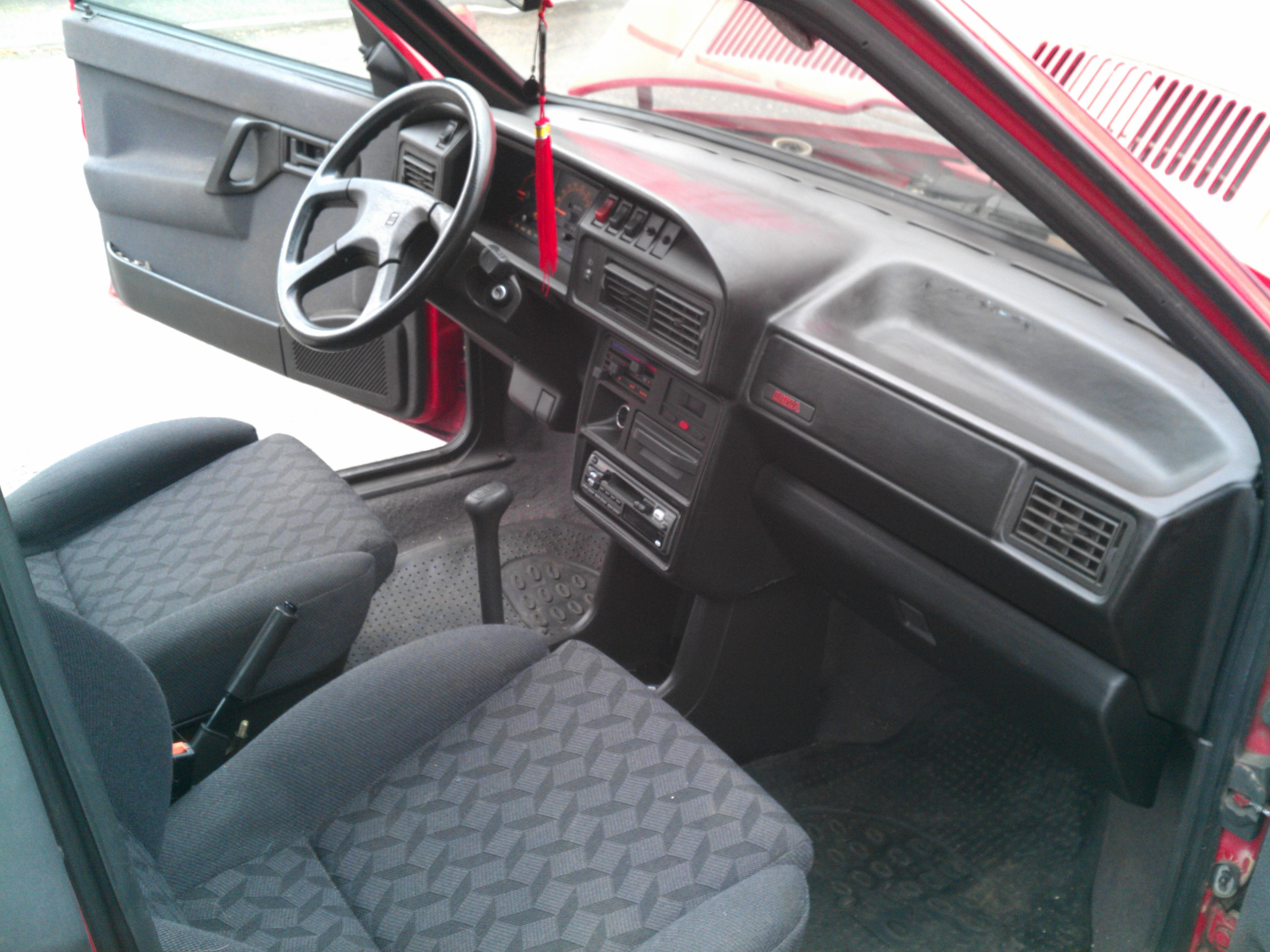
Салон Seat Ibiza 1

Перше покоління вперше показали в 1984 році на Паризькому автосалоні. Перше покоління Seat Ibiza дебютувало в 1984 році. Кутастий, але модний на той час автомобіль, стиль якого створив знаменитий Джорджетто Джуджаро, став найпершим власним автомобілем Seat, а не ліцензійною копією Fiat, як було до тих пір. Але автомобіль був спроєктований в кооперації з концерном FIAT. В результаті багато агрегати мали італійське походження, зокрема від моделей Fiat Uno і Fiat Ritmo. Дизайн кузова і інтер'єр розроблявся ательє Ital Design. За технічну частину (модернізацію двигуна і розробку підвіски) відповідали фахівці компанії Porsche. Ibiza першого покоління випускалася з кузовом 3- і 5-дверний хетчбек, мала попит не тільки в самій Іспанії, але і в суміжних країнах. Ibiza навіть пройшла у фінал конкурсу «Автомобіль року».
В 1988 році модель модернізували, змінивши решітку радіатора, та оснащенна.
В 1991 році автомобіль модернізували вдруге, змінивши фари, решітку радіатора, бампера та пороги.
За період з 1984 по 1993 роки випущено 1 342 001 автомобілів.
З 1999 року в Китаї випускається Nanjing Yuejin Soyat - модернізований Seat Ibiza першого покоління.

### Двигуни
| Модель    | Об'єм     | Тип двигуна | Циліндри  | Потужність        | Примітки                   | Роки випуску |
| Бензинові | Бензинові | Бензинові   | Бензинові | Бензинові         | Бензинові                  | Бензинові    |
| --------- | --------- | ----------- | --------- | ----------------- | -------------------------- | ------------ |
| 0.9       | 903       | карбюратор  | 4         | 29 кВт (40 к.с.)  | (двигун Fiat)              | 1990–1993    |
| 0.9       | 903       | карбюратор  | 4         | 32 кВт (44 к.с.)  | (двигун Fiat)              | 1986–1993    |
| 1.2       | 1193      | карбюратор  | 4         | 44 кВт (60 к.с.)  | (двигун Porsche)           | 1984–1993    |
| 1.2 i     | 1193      | інжектор    | 4         | 52 кВт (71 к.с.)  | (двигун Porsche)           | 1989–1993    |
| 1.5       | 1461      | карбюратор  | 4         | 63 кВт (86 к.с.)  | (двигун Porsche)           | 1984–1993    |
| 1.5 i     | 1461      | інжектор    | 4         | 65 кВт (88 к.с.)  | (двигун Porsche)           | 1986–1993    |
| 1.5 i KAT | 1461      | інжектор    | 4         | 66 кВт (90 к.с.)  | (двигун Porsche)           | 1986–1993    |
| 1.5 Turbo | 1461      | турбіна     | 4         | 80 кВт (109 к.с.) | тільки для ринку Швейцарії |              |
| 1.7       | 1675      | інжектор    | 4         | 72 кВт (98 к.с.)  | (двигун Porsche)           | 1991–1993    |
| 1.7       | 1675      | інжектор    | 4         | 76 кВт (103 к.с.) | (двигун Porsche)           | 1991–1993    |
| Дизельні  |           |             |           |                   |                            |              |
| 1.7 D     | 1714      | вакуум      | 4         | 40 кВт (54 к.с.)  | (двигун Fiat)              | 1984–1993    |
| 1.7 D     | 1714      | вакуум      | 4         | 42 кВт (57 к.с.)  | (двигун Fiat)              | 1990–1993    |

## Seat Ibiza 2 (Тип 6K) (1993—2002)

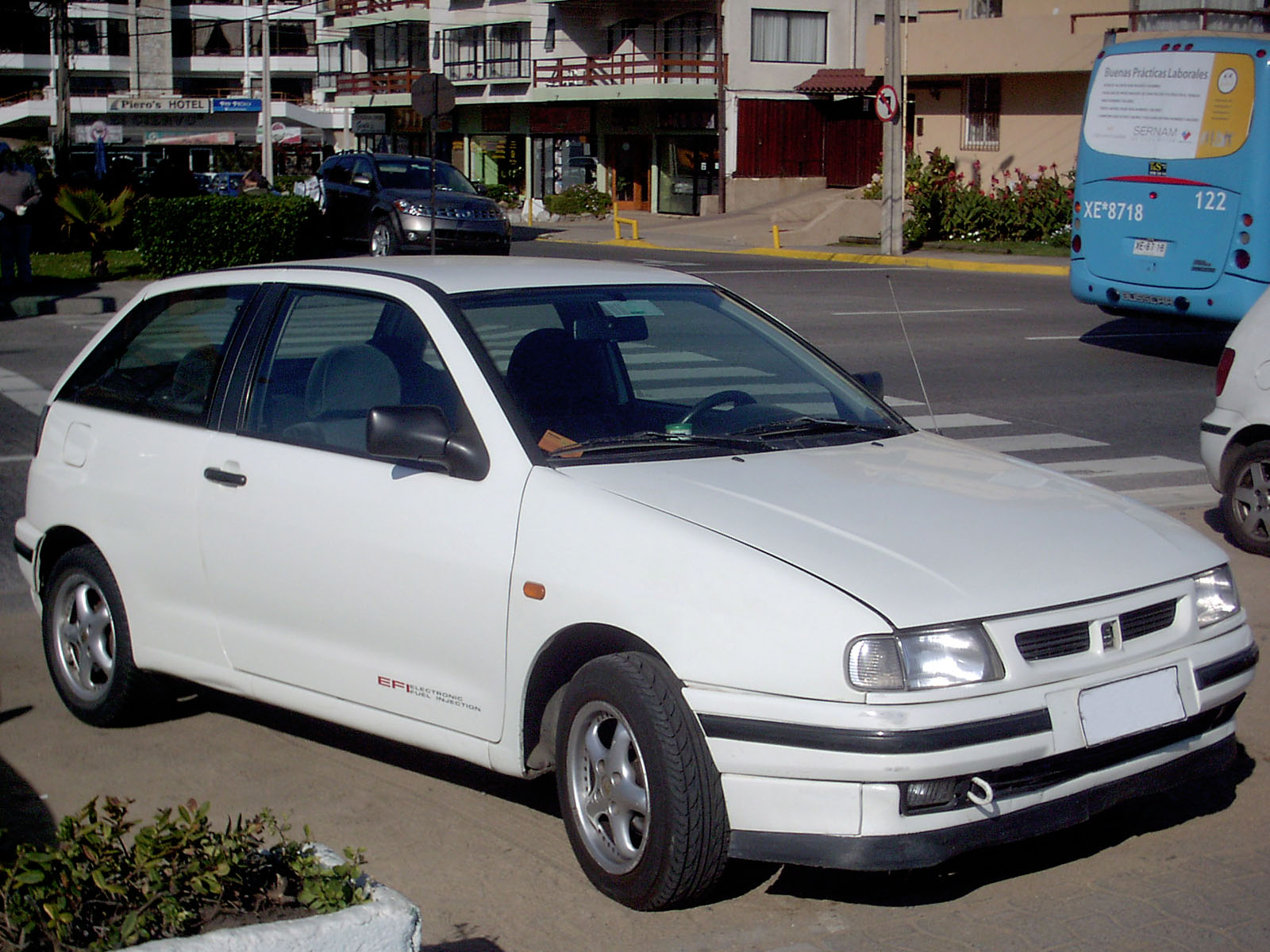
Seat Ibiza 2 (1993-1996)

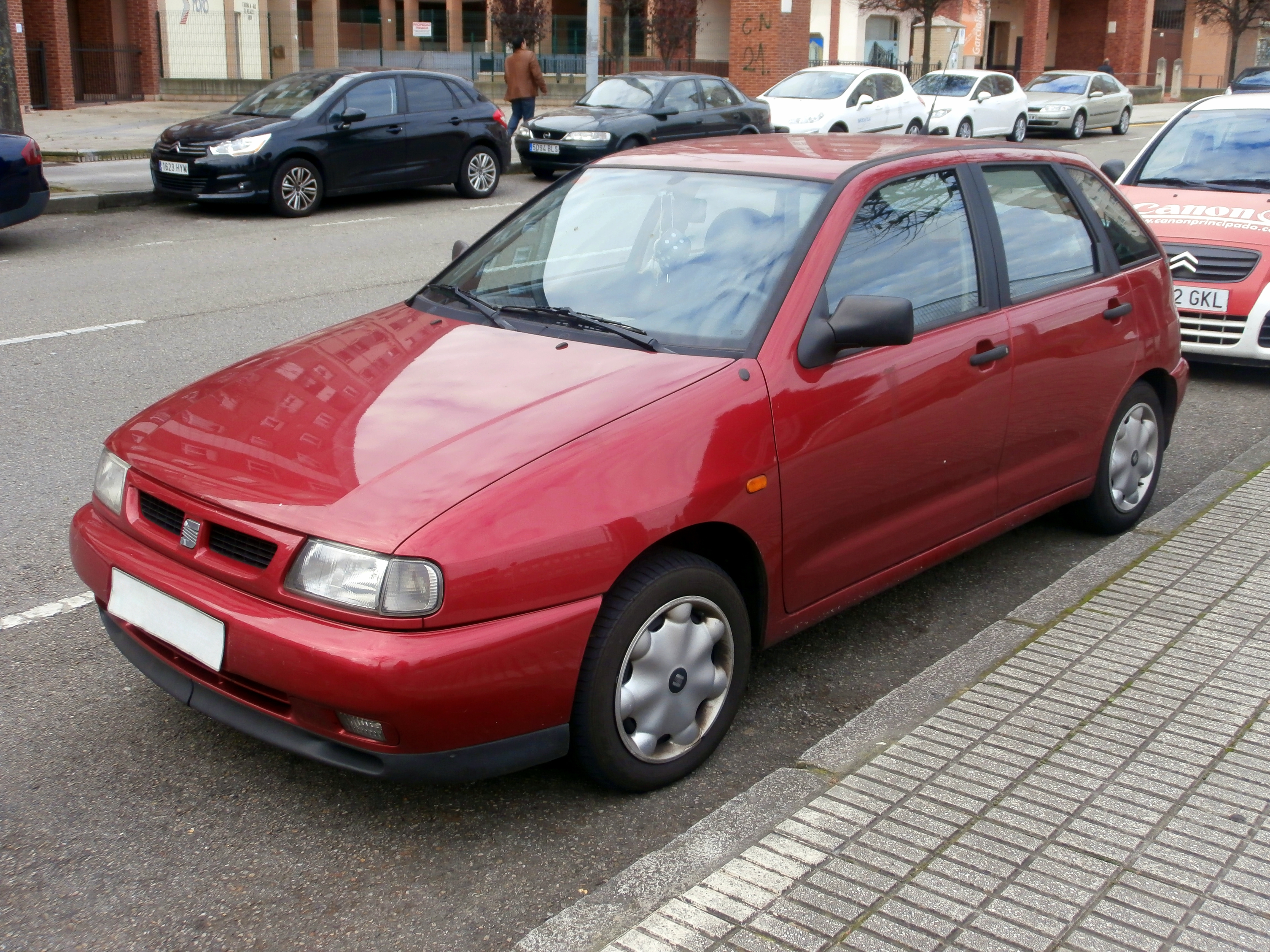
Seat Ibiza 2 (1996-1999)

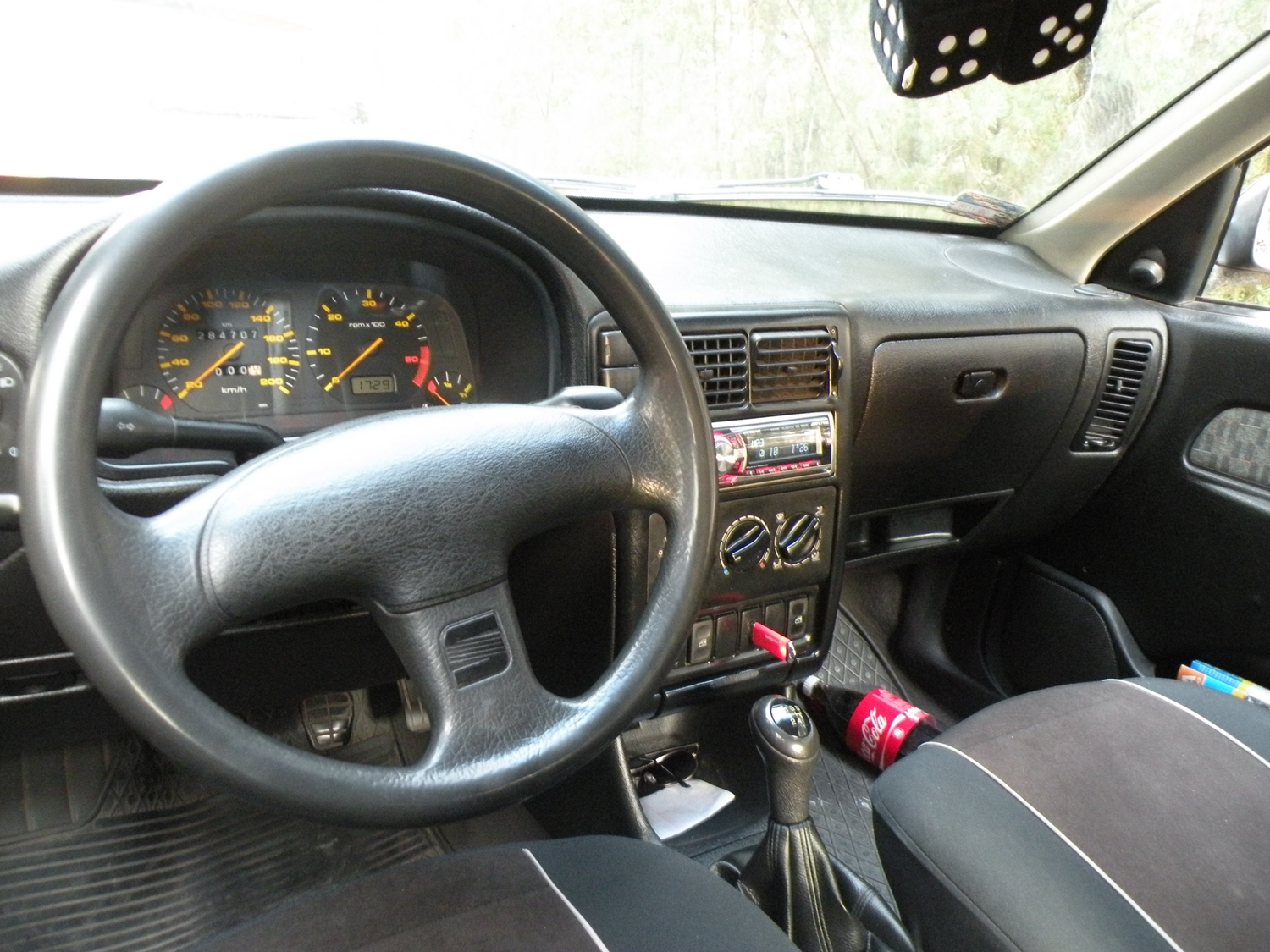
Салон Seat Ibiza 2 (1993-1999)

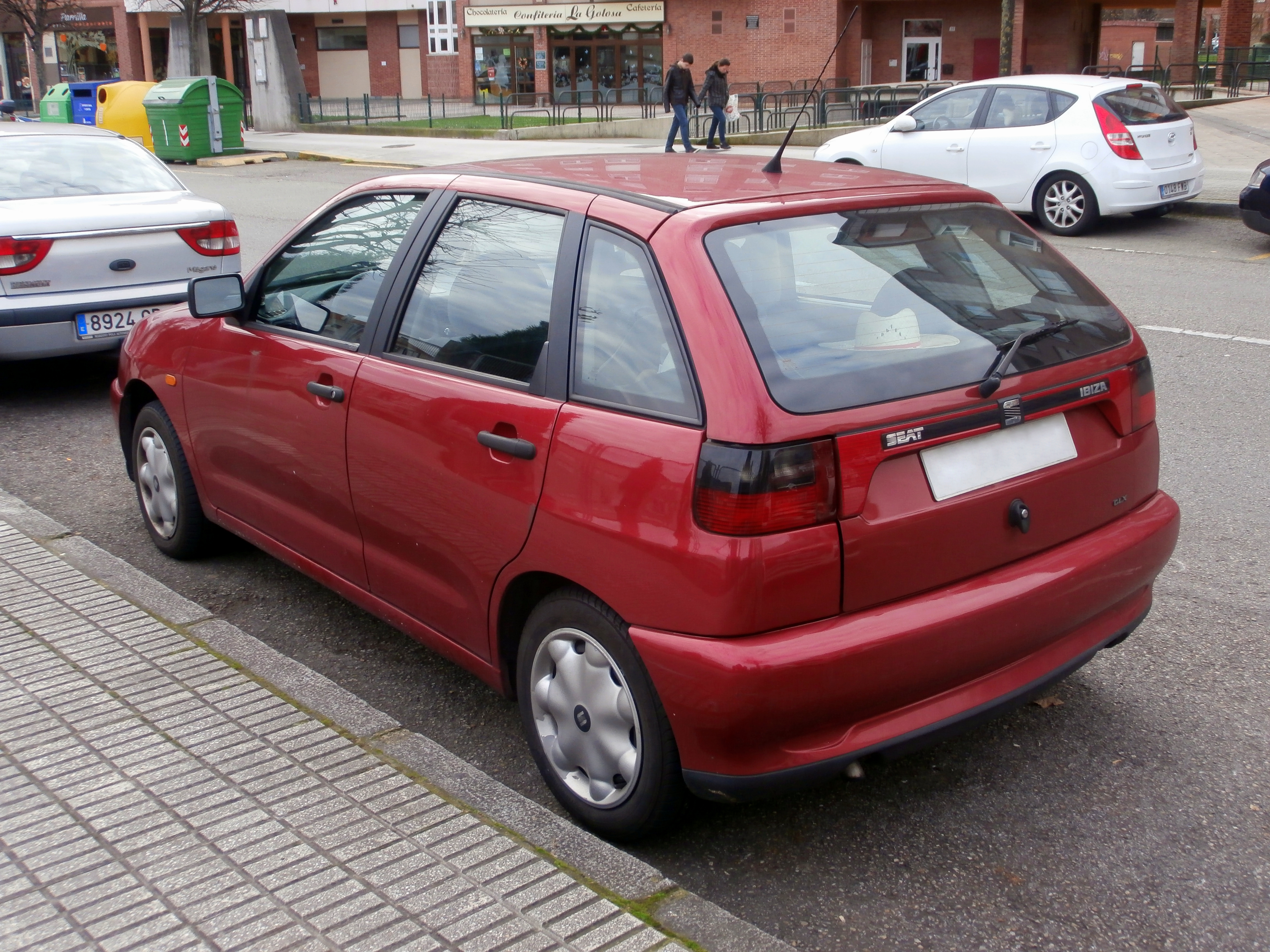
Seat Ibiza 2 (1996-1999)

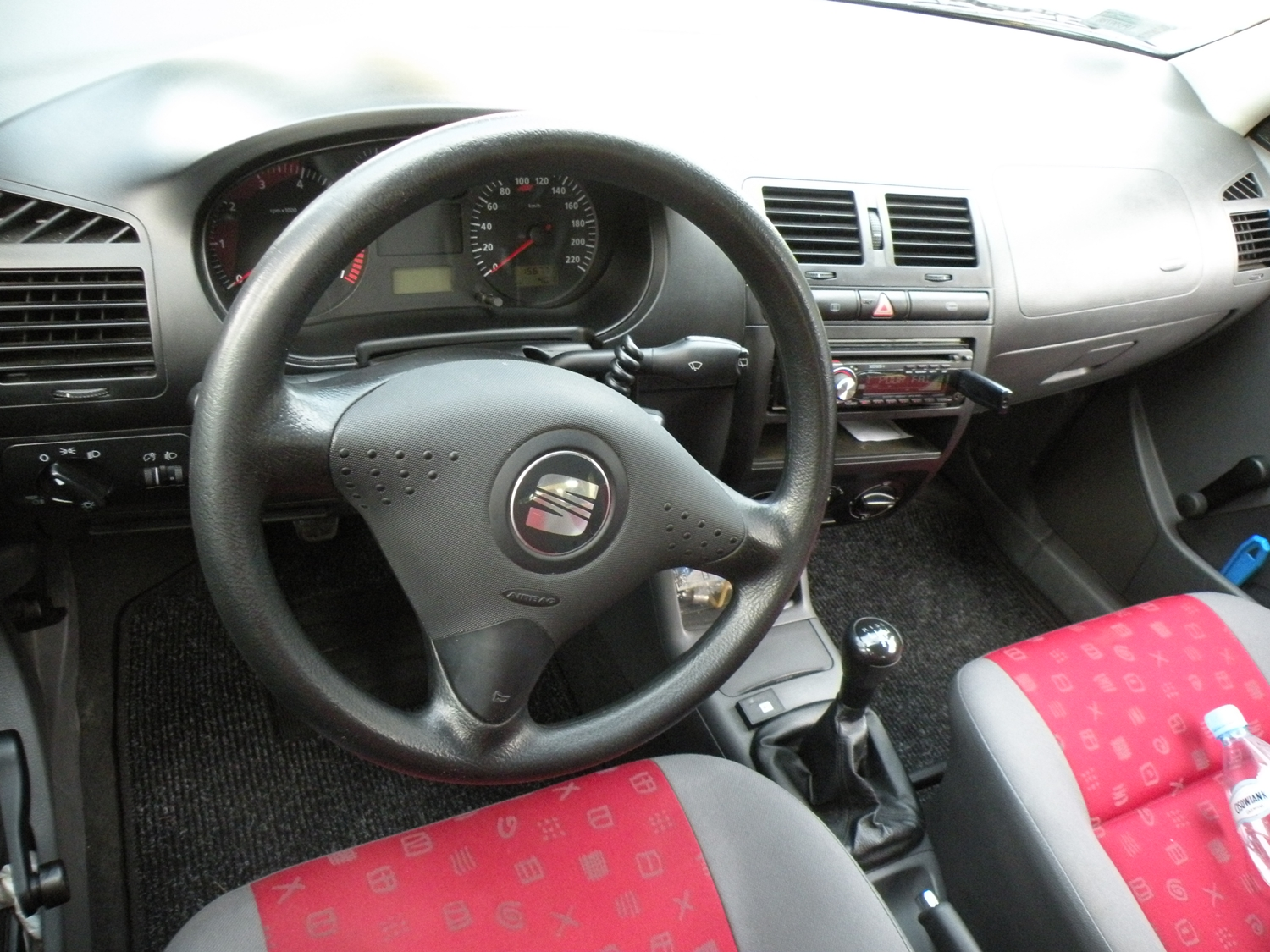
Салон Seat Ibiza 2 (1999-2001)

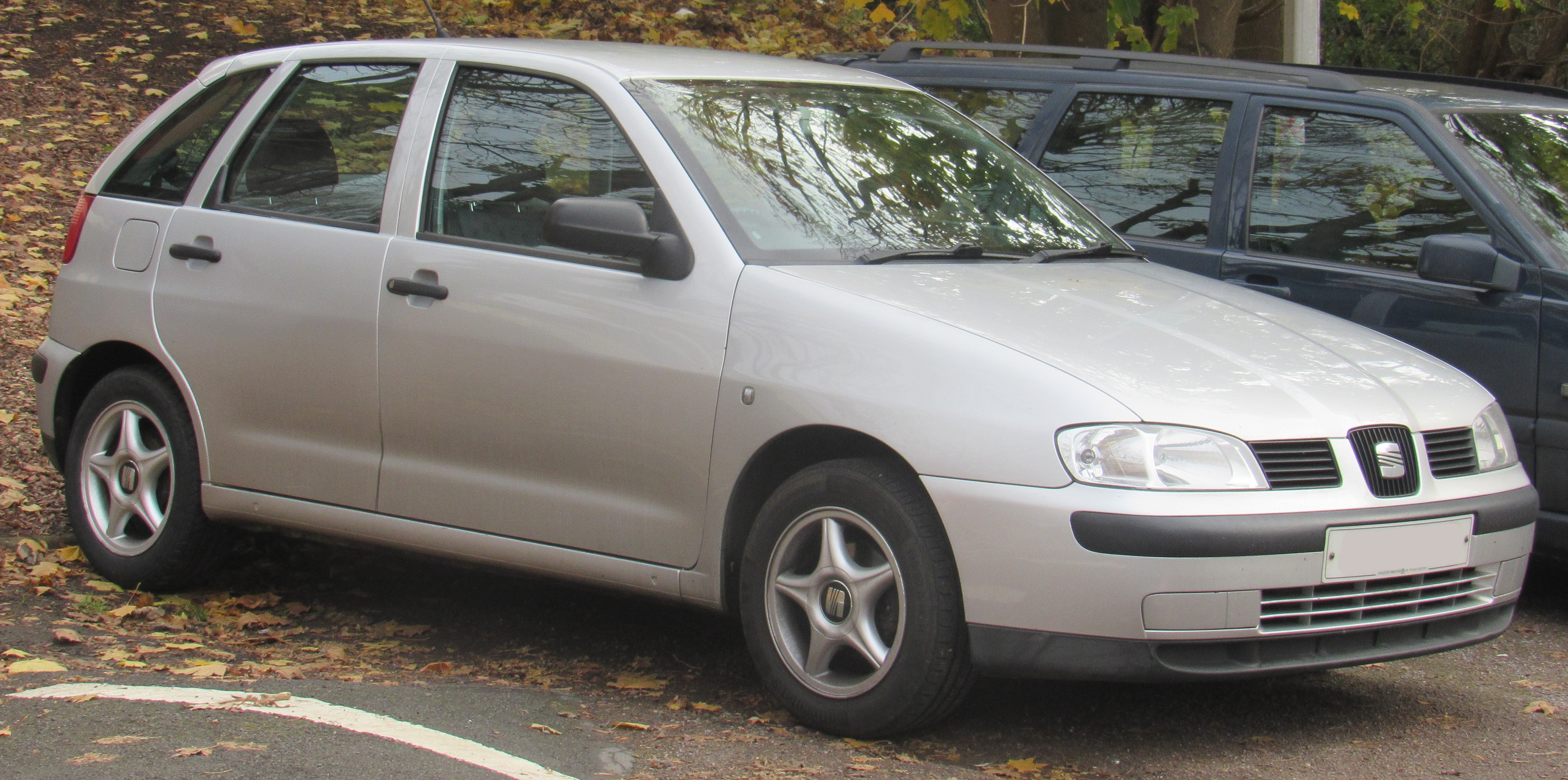
Seat Ibiza 2 (1999-2001)

Ibiza II (заводський індекс Typ 6K) побачила світ в 1993 році. Машина створена на платформі А03, на якій роком пізніше дебютував VW Polo третього покоління. Крім трьох-і п'ятидверних хетчбеків модельна гамма розширилася моделями купе, седаном Cordoba, універсалом Cordoba Vario і фургоном Inca. Була доступна і спортивна модифікація Ibiza Cupra 1.8Т потужністю 156 к.с. Обмеженим накладом у тисячу штук випущена 180-сильна Cupra R. З 1996 по 2002 роки Ibiza продавалася в Північній Африці й Аргентині - під ім'ям Volkswagen Polo Playa.
Зовнішність Ibiza II теж створював Джуджаро. Цей маленький автомобіль міг з комфортом розмістити тільки водія і пасажира. Пасажирам, які опинилися позаду, заважав низька стеля і спинки передніх сидінь. Успіхи другого покоління Ibiza врятували Seat від спіткало фірму фінансового колапсу.
У 1996 році Ibiza пережила перший рестайлінг. Автомобіль отримав суцільні бампери і нове оснащення
У 1999 році Ibiza пережила другий рестайлінг. Попри те, що форми автомобіля залишилися колишніми, він покращав. Змін зазнали решітка радіатора, яка стала агресивнішою, передня і задня світлотехніка, а також з'явився спойлер.
Ibiza другого покоління протрималася на конвеєрі до 2002 року. З 1993 по 2002 рік було куплено 1 522 607 машин.

### Двигуни
Б:ензинові
- 1.0 L I4 8v
- 1.0 L I4 16v
- 1.05 L I4
- 1.3 L I4
- 1.4 L I4 8v
- 1.4 L K7J I4 16v
- 1.6 L I4
- 1.8 L F4P I4 8v
- 1.8 L I4 16v
- 1.8 L I4 20v Turbo 156 к.с. (1.8T Cupra, 08/1999–02/2002)
- 1.8 L I4 20v Turbo 180 к.с. (1.8T Cupra R, 05/2000–02/2002)
- 2.0 L I4 8v
- 2.0 L I4 16v

Дизельні:
- 1.9 L I4 D/SDI
- 1.9 L FIAT I4 TD/TDI

## Seat Ibiza 3 (Тип 6L) (2002—2008)

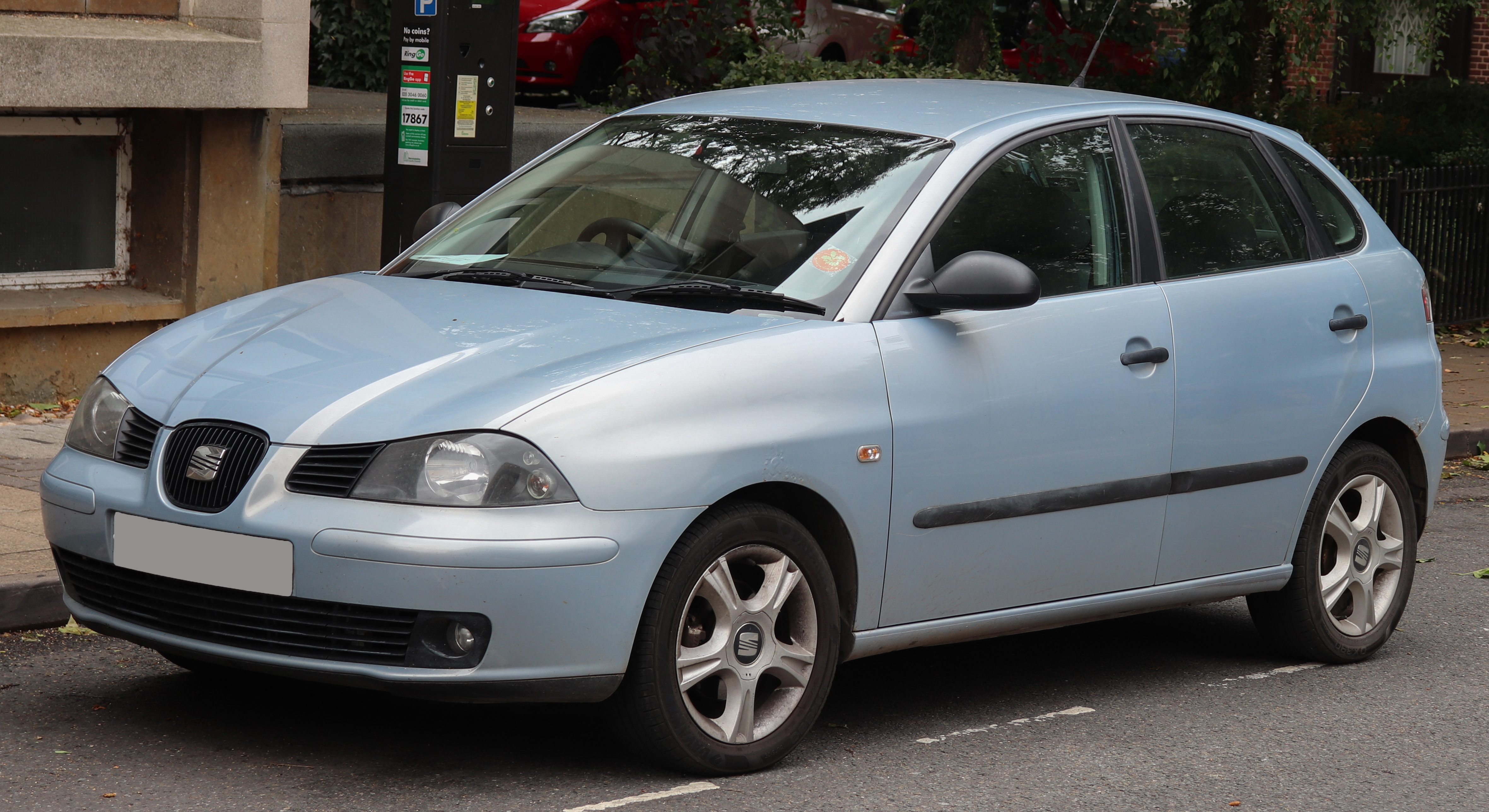
Seat Ibiza 3 (2002-2006)

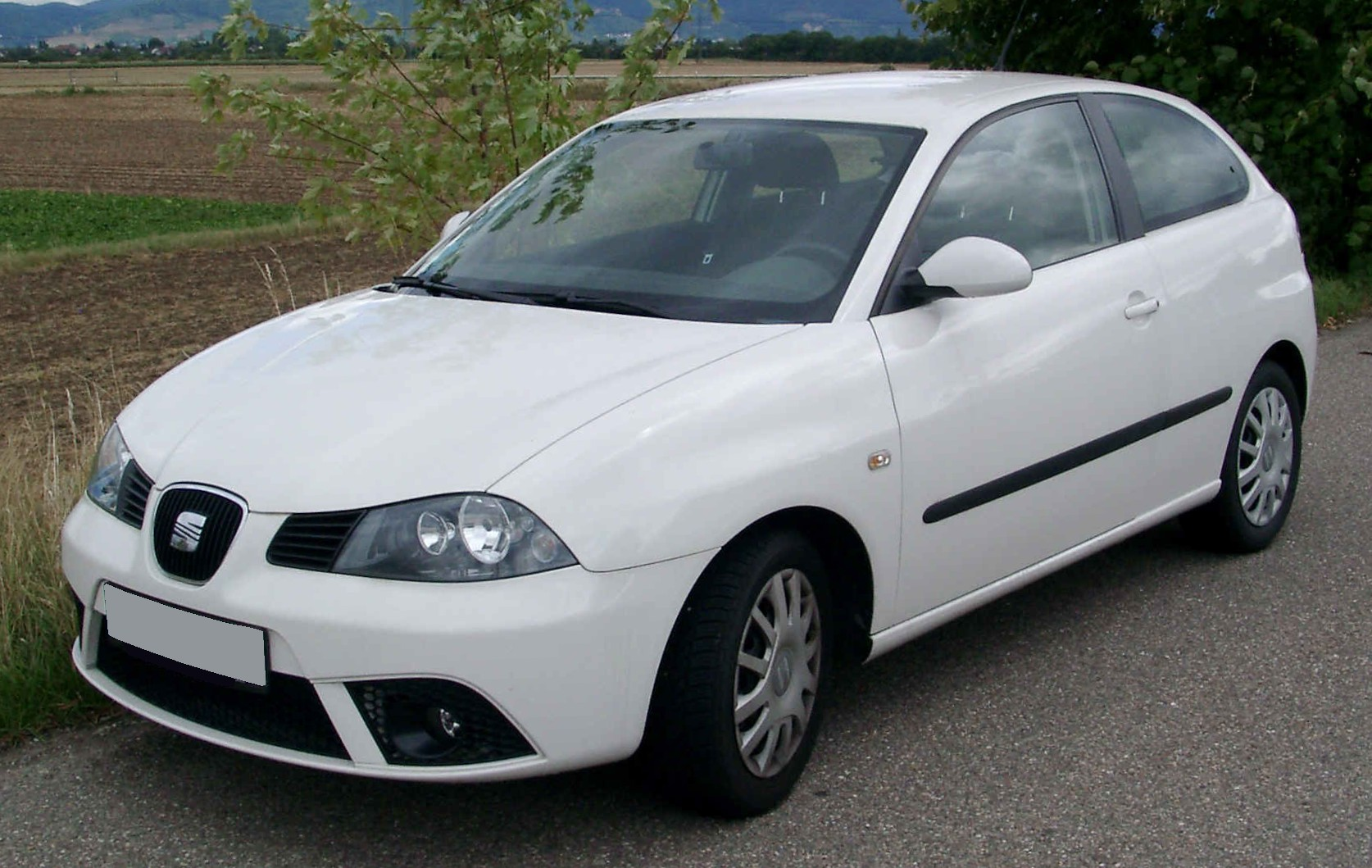
Seat Ibiza 3 (2006-2008)

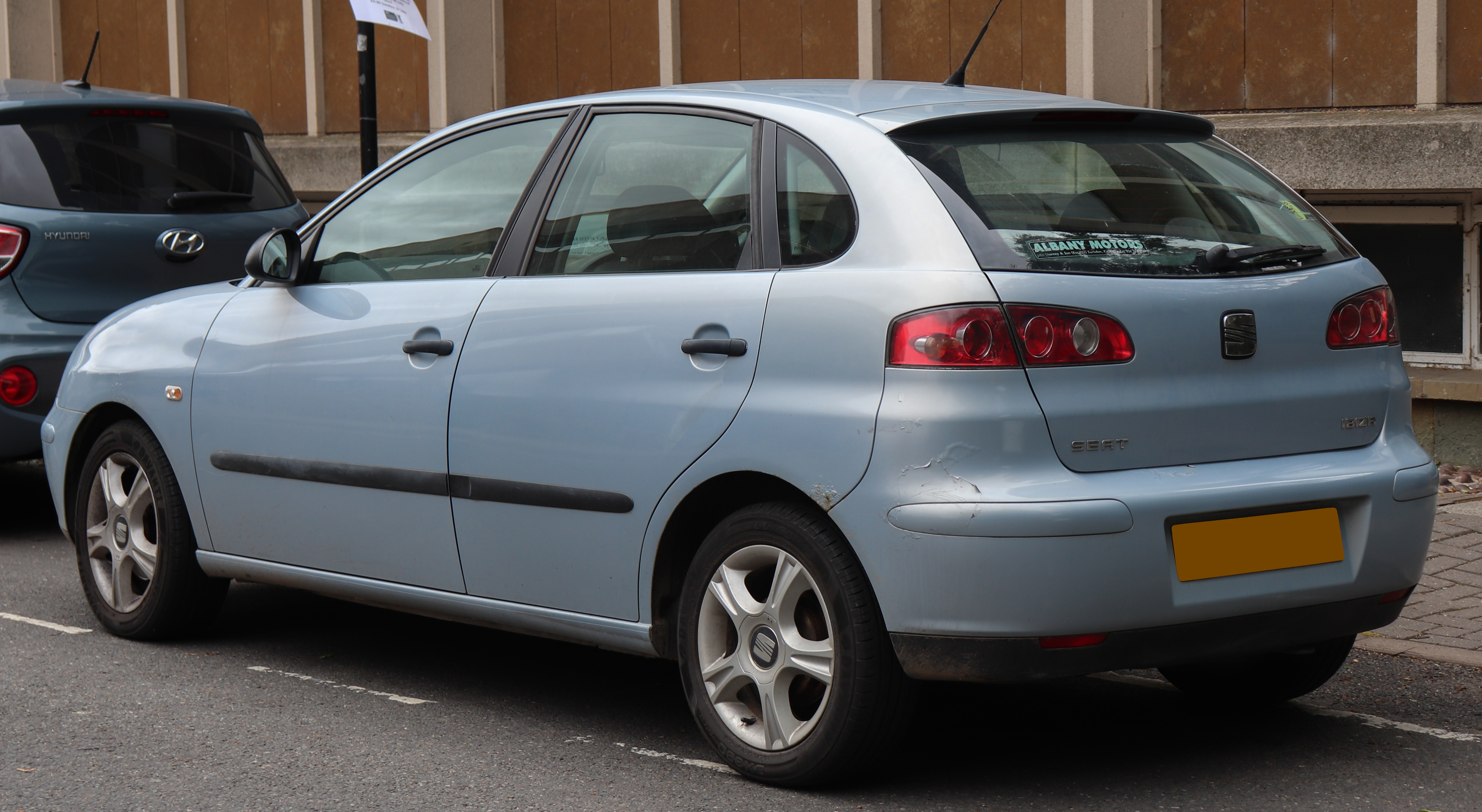
Seat Ibiza 3 (2002-2006)

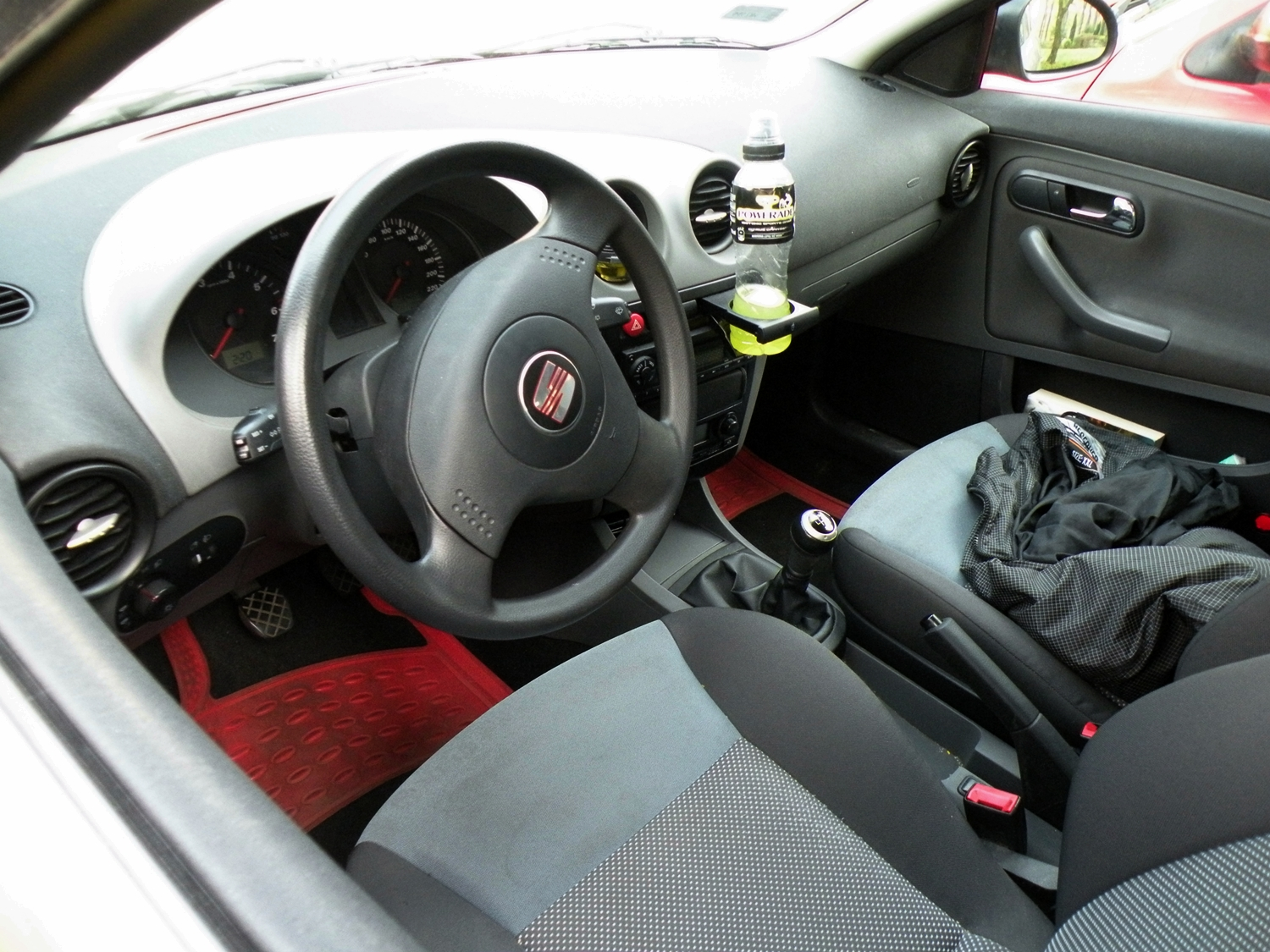
Салон Seat Ibiza 3

Ibiza третього покоління (Typ 6L) побудована на платформі А04/PQ24 (Škoda Fabia першого покоління, VW Polo четвертого покоління і VW Fox), а за дизайн відповідав Вальтер де Сільва.
Були доступні дві спортивні модифікації: FR і Cupra. Багато авторитетних видень, включаючи британський «What car?», Визнали модель кращою в класі.
У салоні змінилася форма деталей і їх обробка. Задні сидіння стали комфортнішими порівняно з попереднім поколінням. Обсяг багажника невеликий, але достатній для автомобіля цього класу.
У 2006 році автомобіль оновили, а гамма поповнилася дизельною версією Cupra TDI (1,9 л, потужністю 130 к.с. або 160 к.с.).
Однак «третя» генерація продавалася гірше «другої» - 1 084 989 машин.

### Двигуни
Бензинові:
- 1.2 L I3
- 1.4 L I4
- 1.6 L I4
- 1.8 L I4 20v Turbo 150 к.с. (1.8T FR, 01/2004–03/2008)
- 1.8 L I4 20v Turbo 180 к.с. (1.8T Cupra, 01/2004–05/2007)
- 2.0 L I4

Дизельні:
- 1.4 L I3 TDI
- 1.9 L I4 SDI
- 1.9 L I4 TDI
- 1.9 L I4 TDI 160 к.с. (1.9 TDI Cupra, 03/2004–05/2007)

## Seat Ibiza 4 (Тип 6J) (2008—2017)

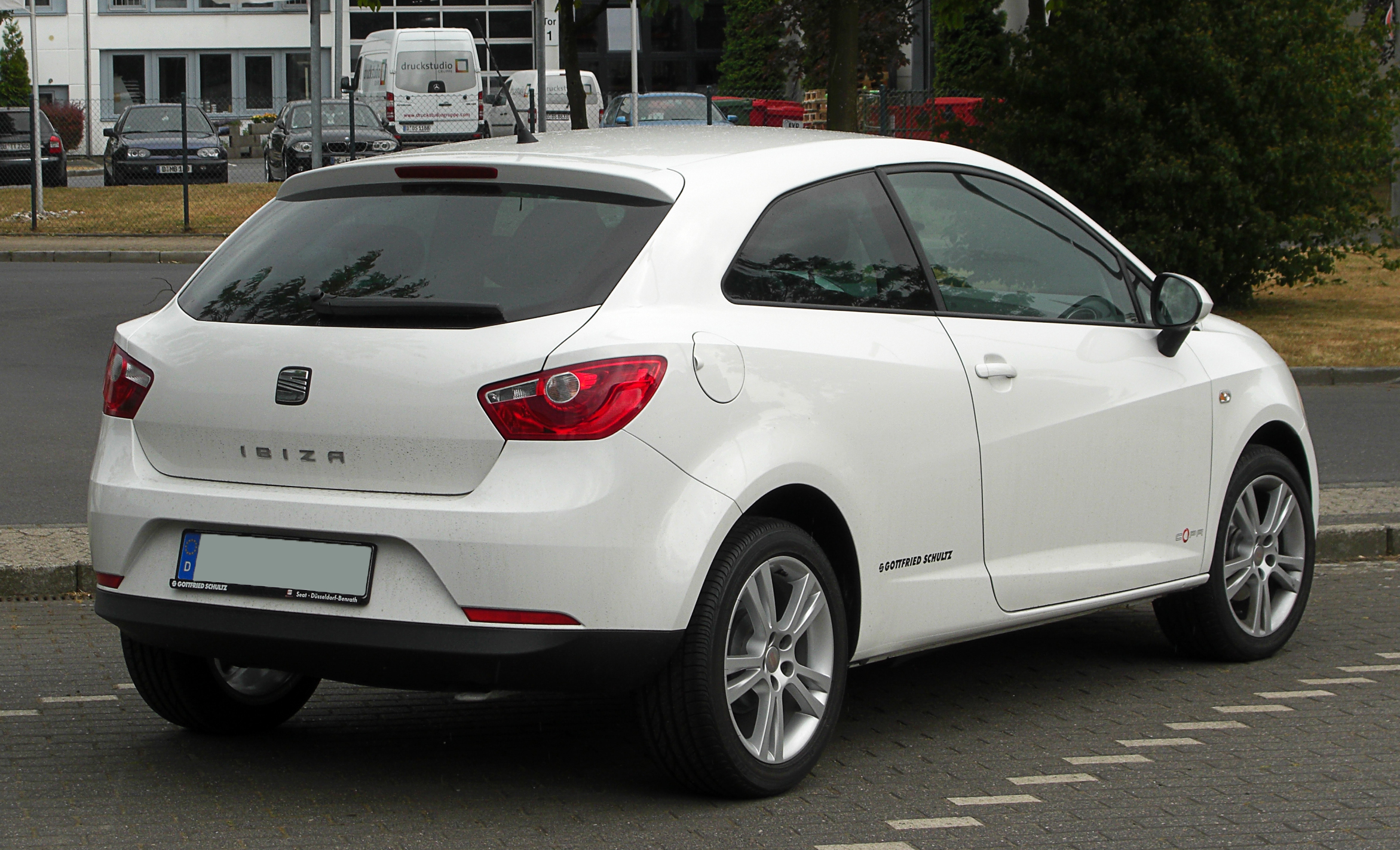
Seat Ibiza SC (2008–2012)

Стріловидний стиль автомобіля розробив бельгійський автомобільний дизайнер Люк Данкервольке відомий тим, що розробляв дизайн суперкарів Lamborghini Murciélago і Lamborghini Gallardo. Дизайн вперше показали на Женевському автосалоні в 2008 році у вигляді концепт-кара Seat Bocanegra.
Ibiza 6J побудована першою на платформі PQ25 від VW Group. Пізніше, на даній платформі були засновані Volkswagen Polo 5 (тип 6R, випускається з 2009 року) і Audi A1 (тип 8X, випускається з 2010 року).
Спершу, Ibiza 6J випускалася в різних комплектаціях 5-ти дверного хетчбека. Пізніше, наприкінці 2010 року додалися кузова 3 дверного купе-хетчбека і 5-ти дверного універсала ST.
Серед стандартних опцій, пропонованих у всіх комплектаціях, виділимо:
- електрогідропідсилювач рульового колеса;
- регульовані по висоті передні сидіння;
- обігрів переднього скла;
- подушки безпеки водія і переднього пасажира;
- ABS, ESP, EBA;
- датчик тиску в шинах;
- круїз контроль.

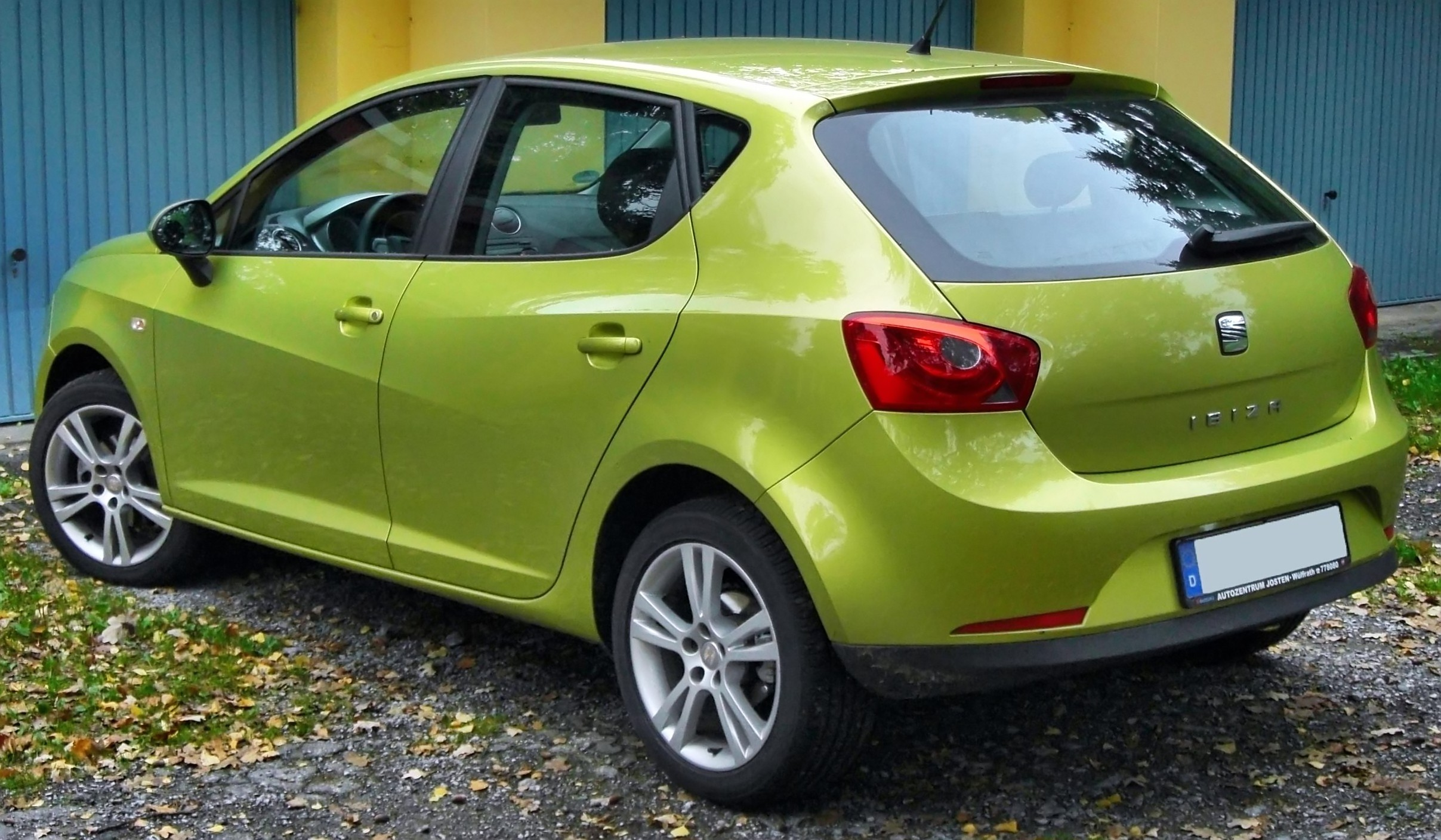
Seat Ibiza (2008–2012)
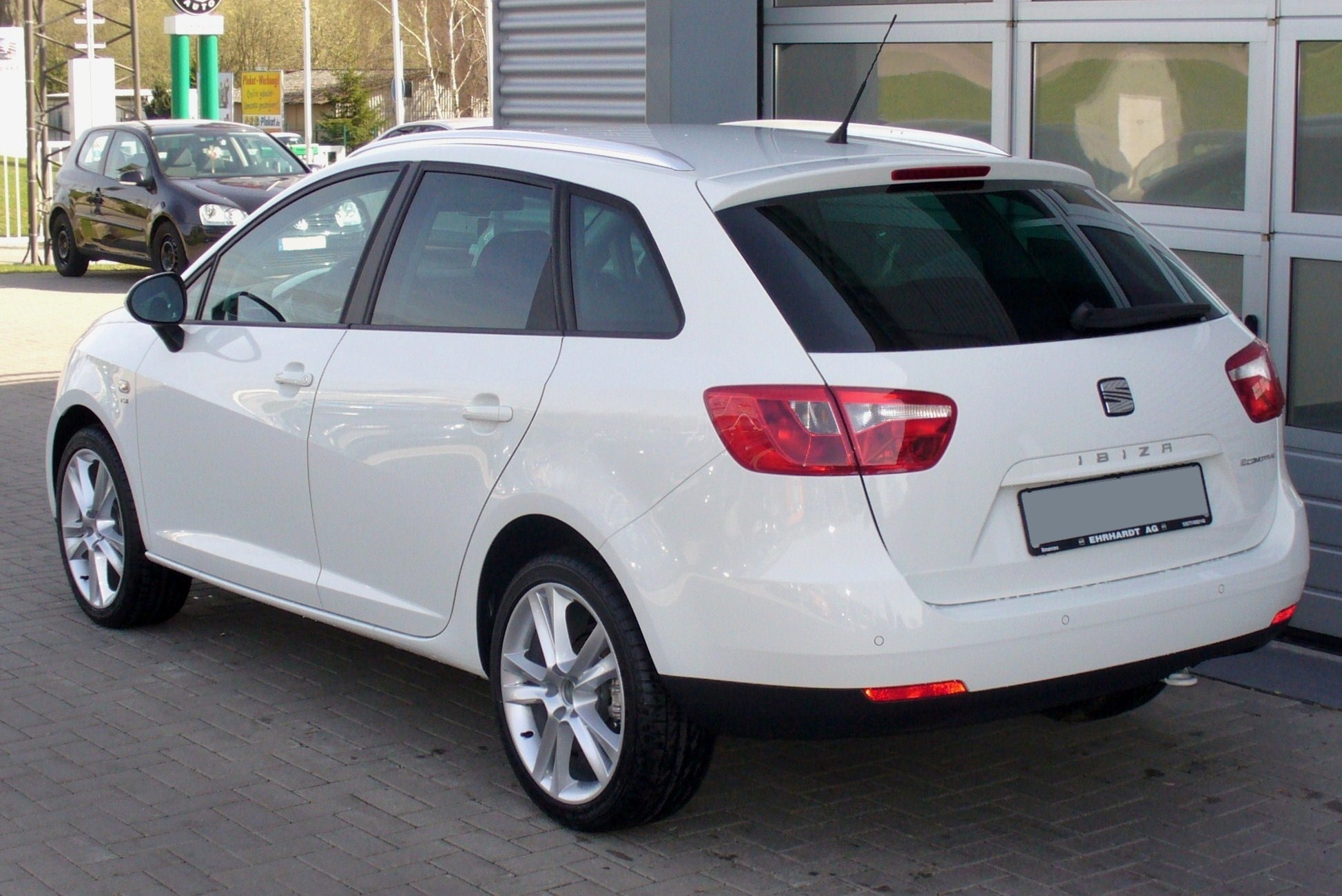
Seat Ibiza ST (2010–2012)
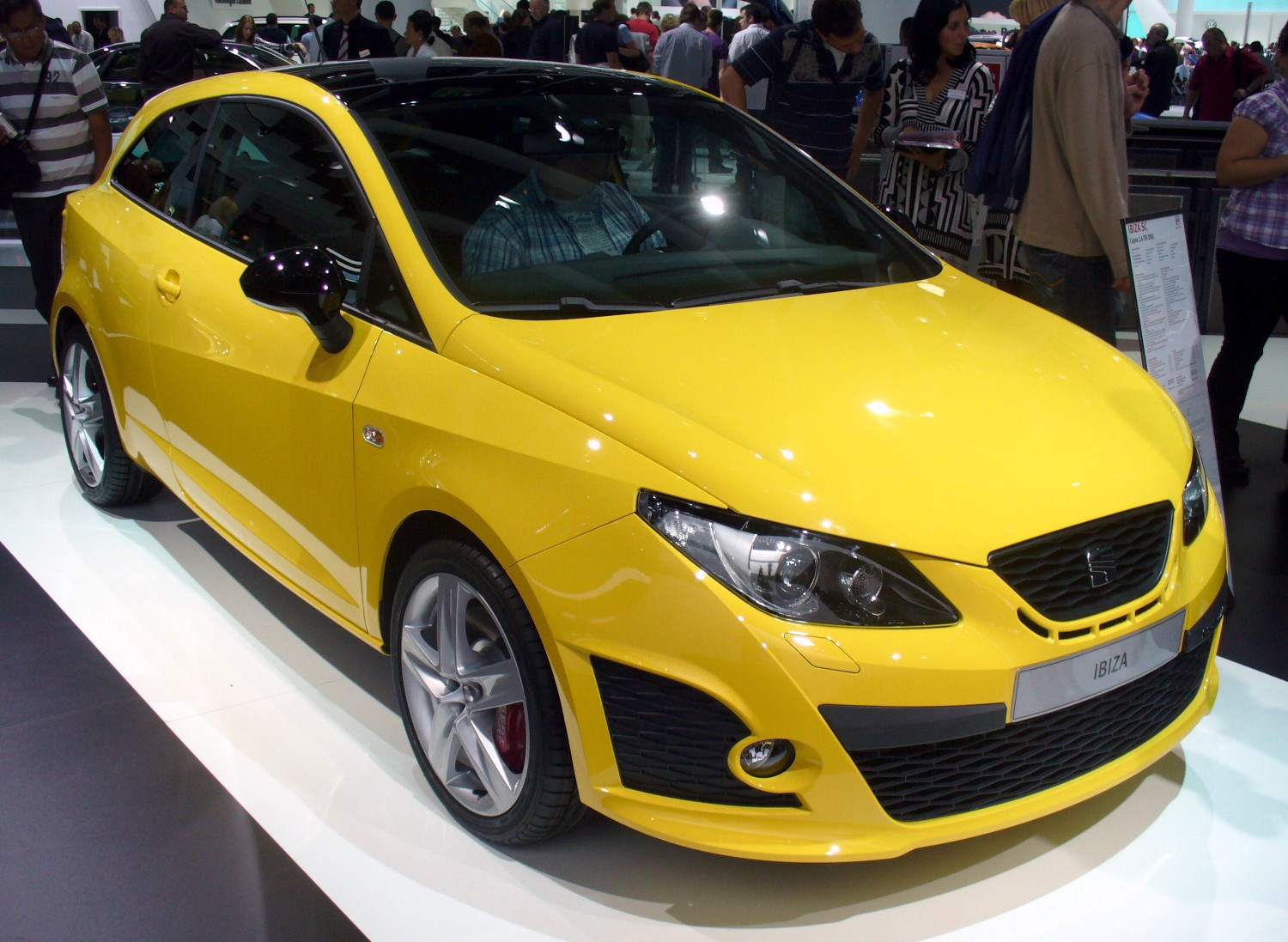
Seat Ibiza Cupra
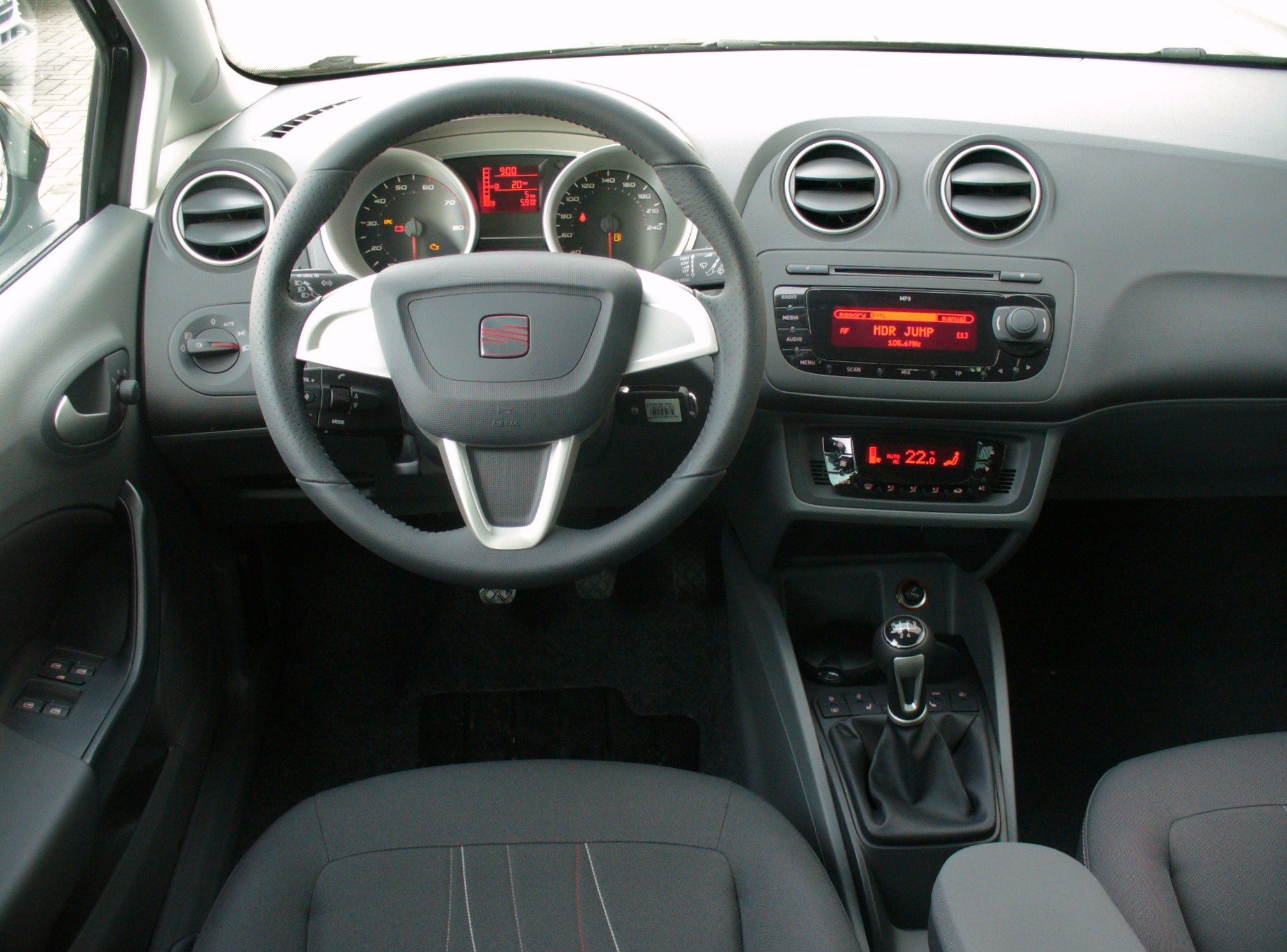

### Фейсліфтинг 2012
У вересні 2011 року під час тестування, був сфотографований оновлений дизайн кузова, який офіційно представили пізніше, на Женевському Автосалоні 2012 року. Авто з новим кузовом стало доступне для покупців з першого дня презентації.

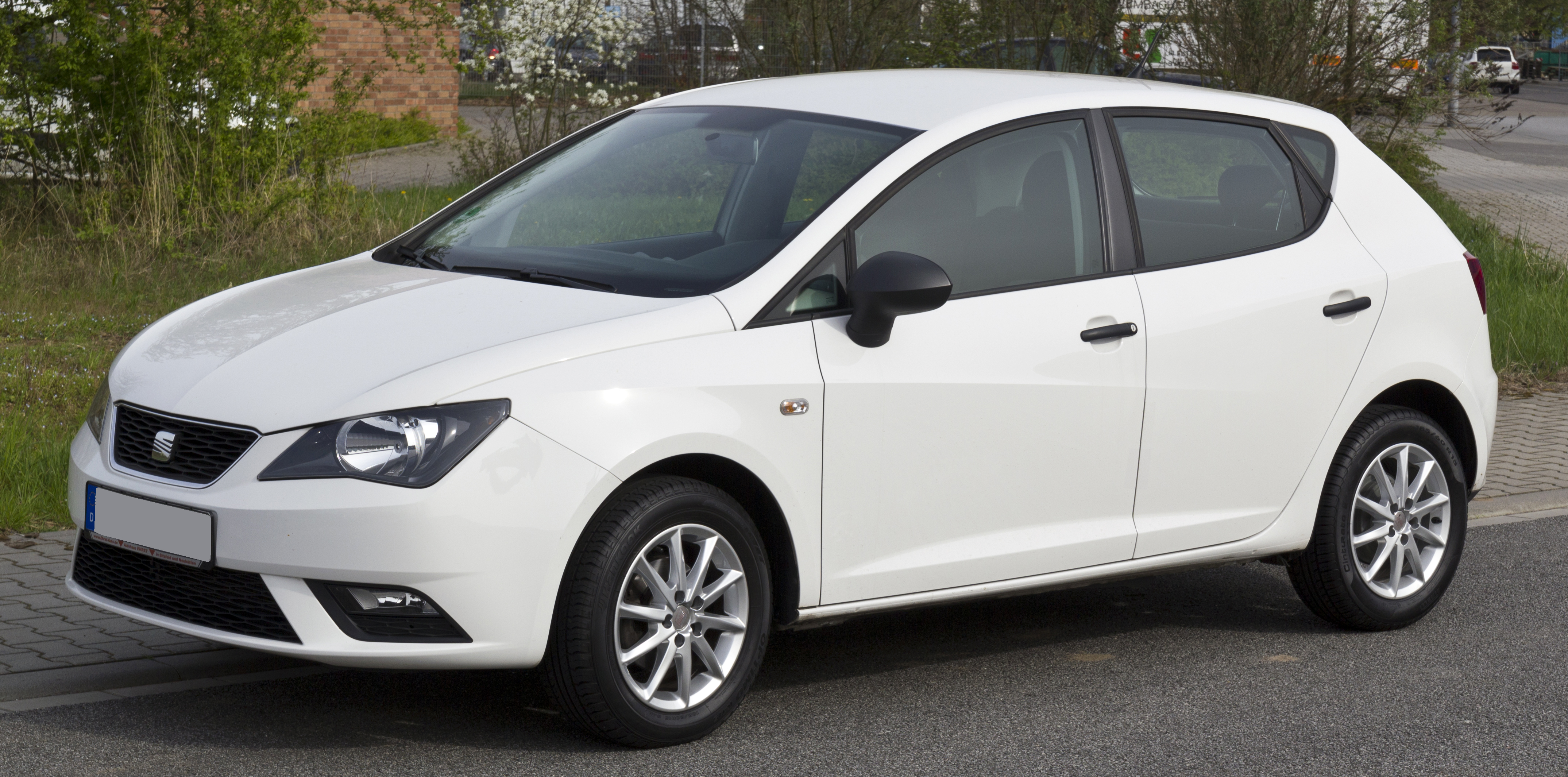
Seat Ibiza (з 2012)
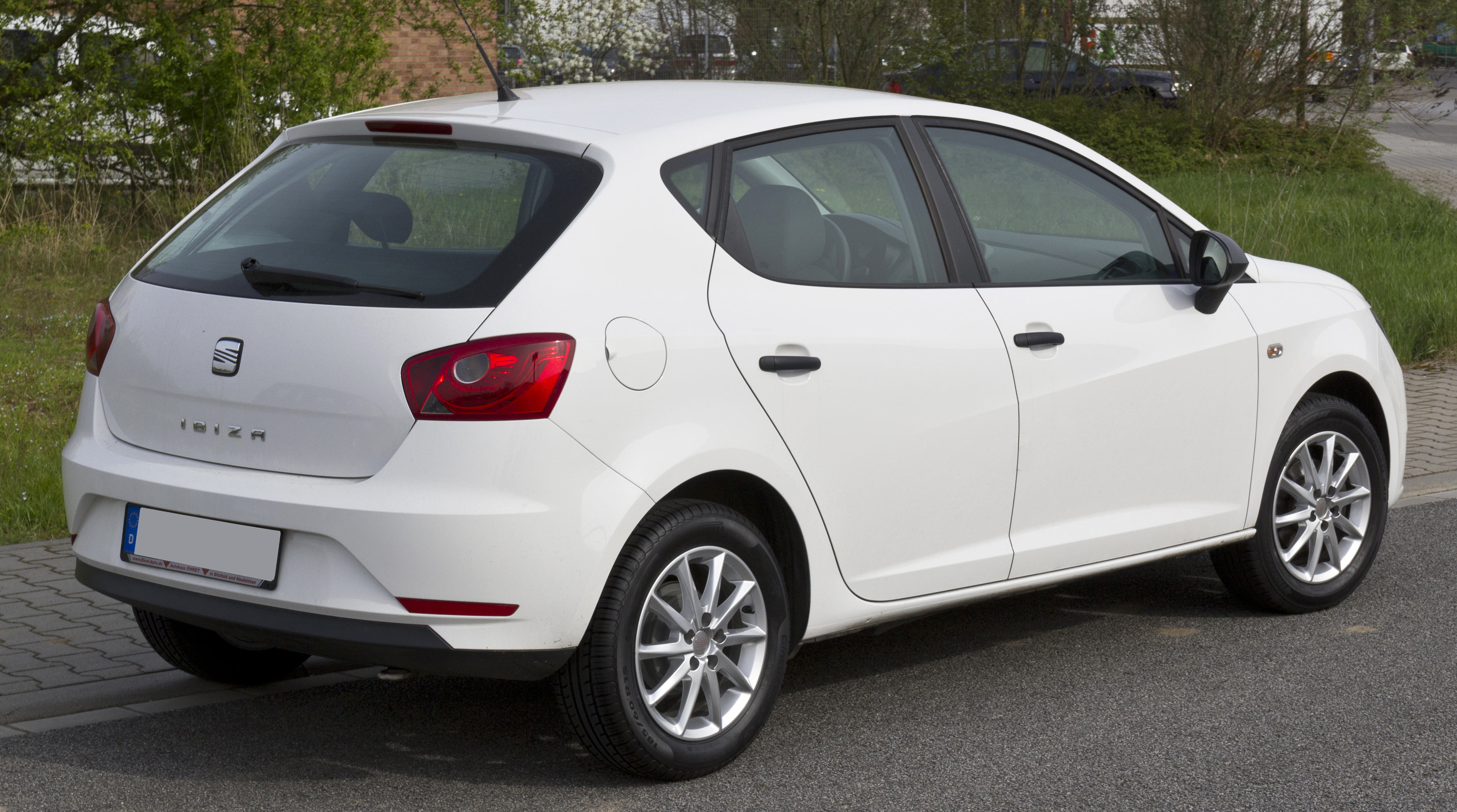
Seat Ibiza (з 2012)
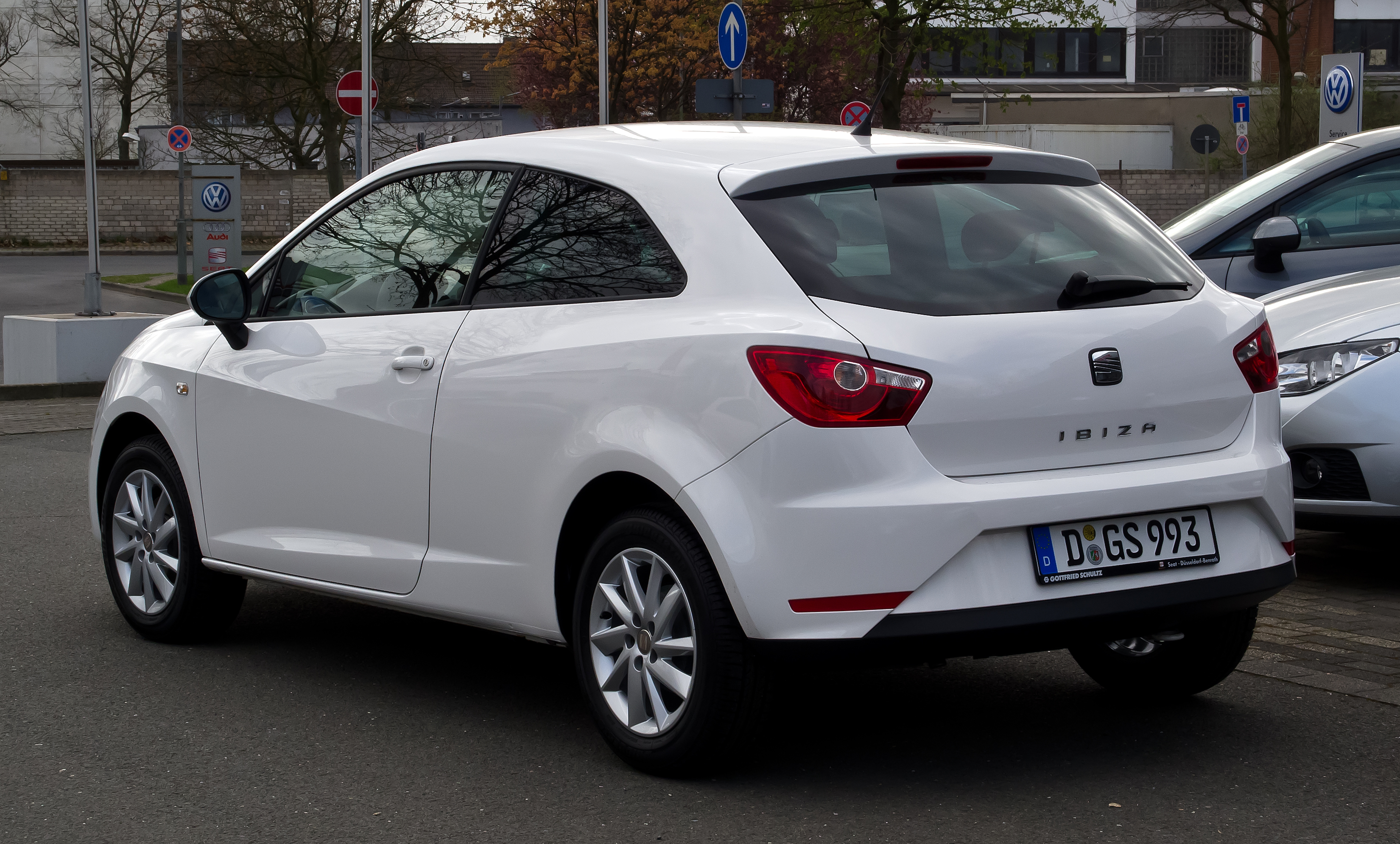
Seat Ibiza SC (з 2012)

### Оновлення 2015
В ході останнього оновлення, яке відбулось у 2015 році, мініатюрний хетчбек отримав ще сучасніший інтер’єр, матеріали покращеної якості та інформаційно-розважальну систему, яка може відображати додатки смартфонів Apple і Android. Салон натомість так і залишився просторим та комфортабельним. Завдяки безперебійному переходу зі швидкості на швидкість та хорошому зчепленню, управляти ним легко. Параметри рульового управління та підвіски теж були оновлені у 2015 році, завдяки чому підвищилась якість їзди. Приладову панель хетчбеку SEAT Ibiza було також оновлено у 2015 році, у результаті чого вона отримала набагато якісніші матеріали. Вони є приємними на дотик, але розташування приладів може трохи спантеличувати. Найпомітнішою зміною стала поява абсолютно нової інформаційно-розважальної системи, яка замінила багато старомодних кнопок центральної консолі. Сенсорний екран цієї системи може відображати дисплей телефону Android або Apple та показувати таку інформацію, як: текстові повідомлення, поточні медіа оновлення та навіть Google Maps. 

### Результати з Краш-Тесту
| Зірки в Euro NCAP з Краш-тесту |

### Двигуни
Бензинові
- 1.0 L I3
- 1.0 L I3 TSI
- 1.2 L I3
- 1.2 L I4 TSI
- 1.4 L I4
- 1.4 L I4 TSI
- 1.4 L TSI VW EA111 I4 150 к.с. (FR 1.4 TSI, 2009–2017)
- 1.4 L TSI VW EA111 I4 180 к.с. (Cupra 1.4 TSI, 2009–05/2015)
- 1.6 L I4
- 1.8 L TSI VW EA888 I4 192 к.с. (Cupra 1.8 TSI, 2015–2017)
- 2.0 L I4 (Mexico)

Дизельні
- 1.2 L I3 TDI
- 1.6 L R9M I4 TDI

## П'яте покоління (6F/KJ1; 2017—наш час)

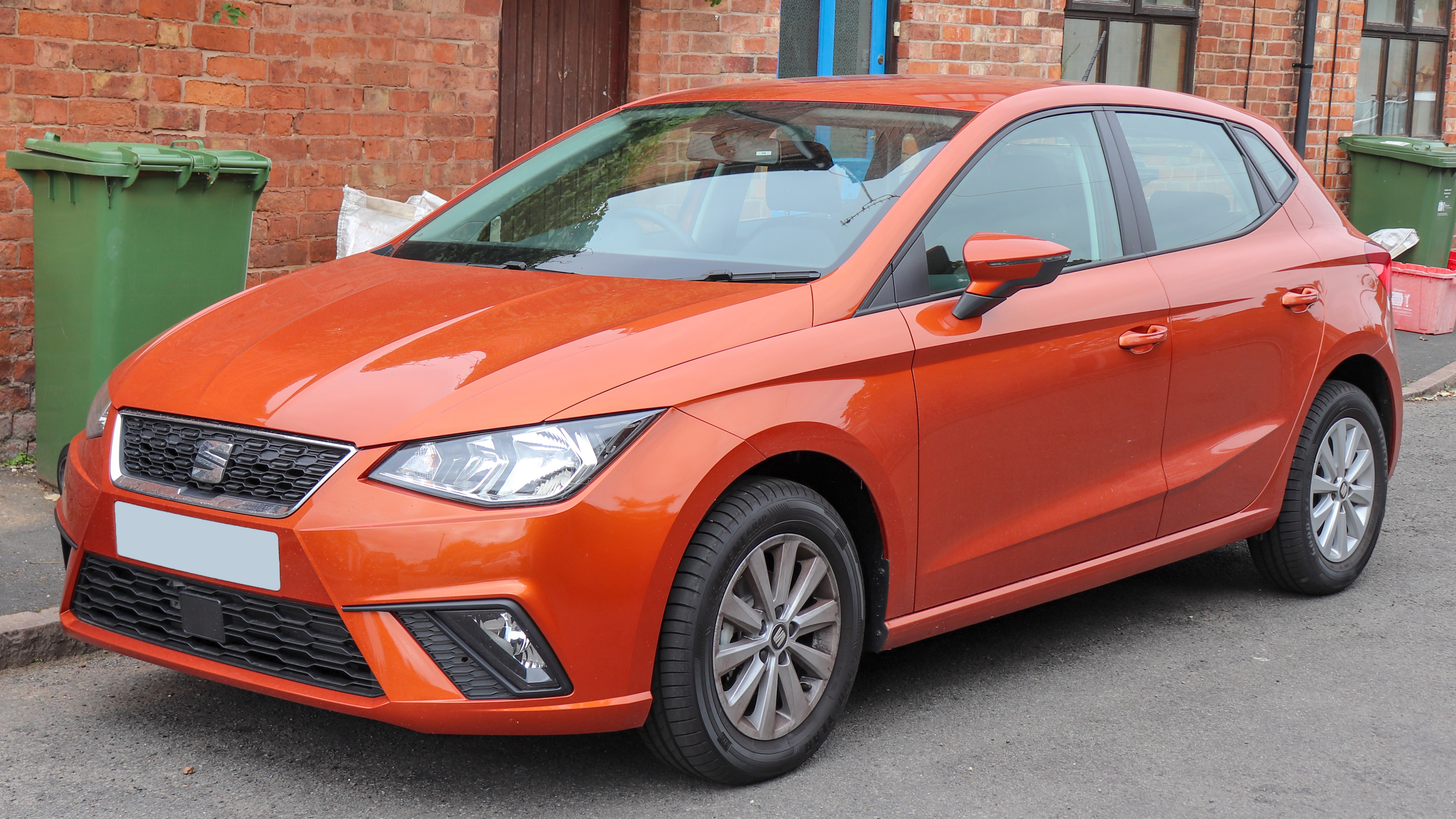
Seat Ibiza 5

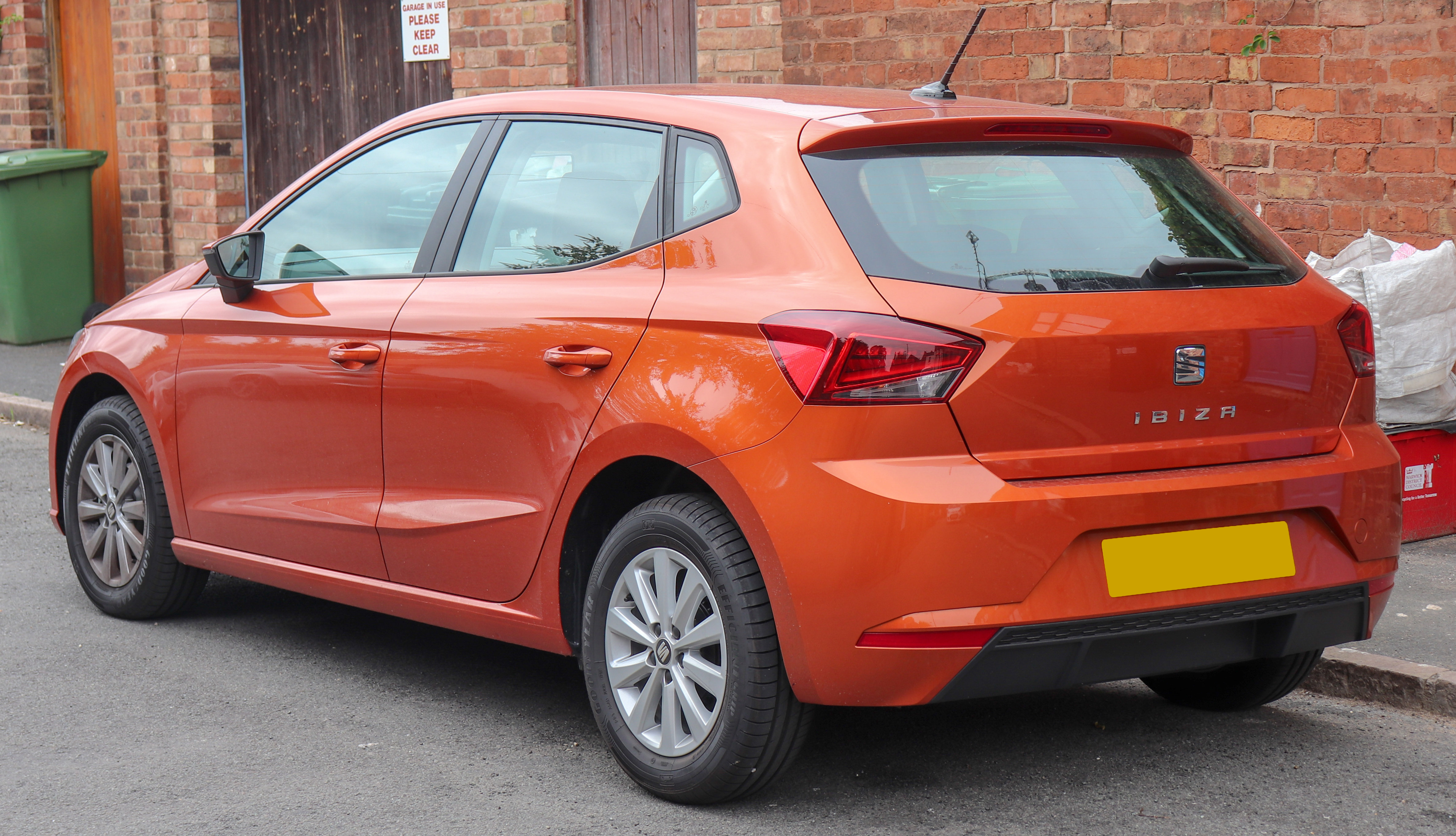
Seat Ibiza 5

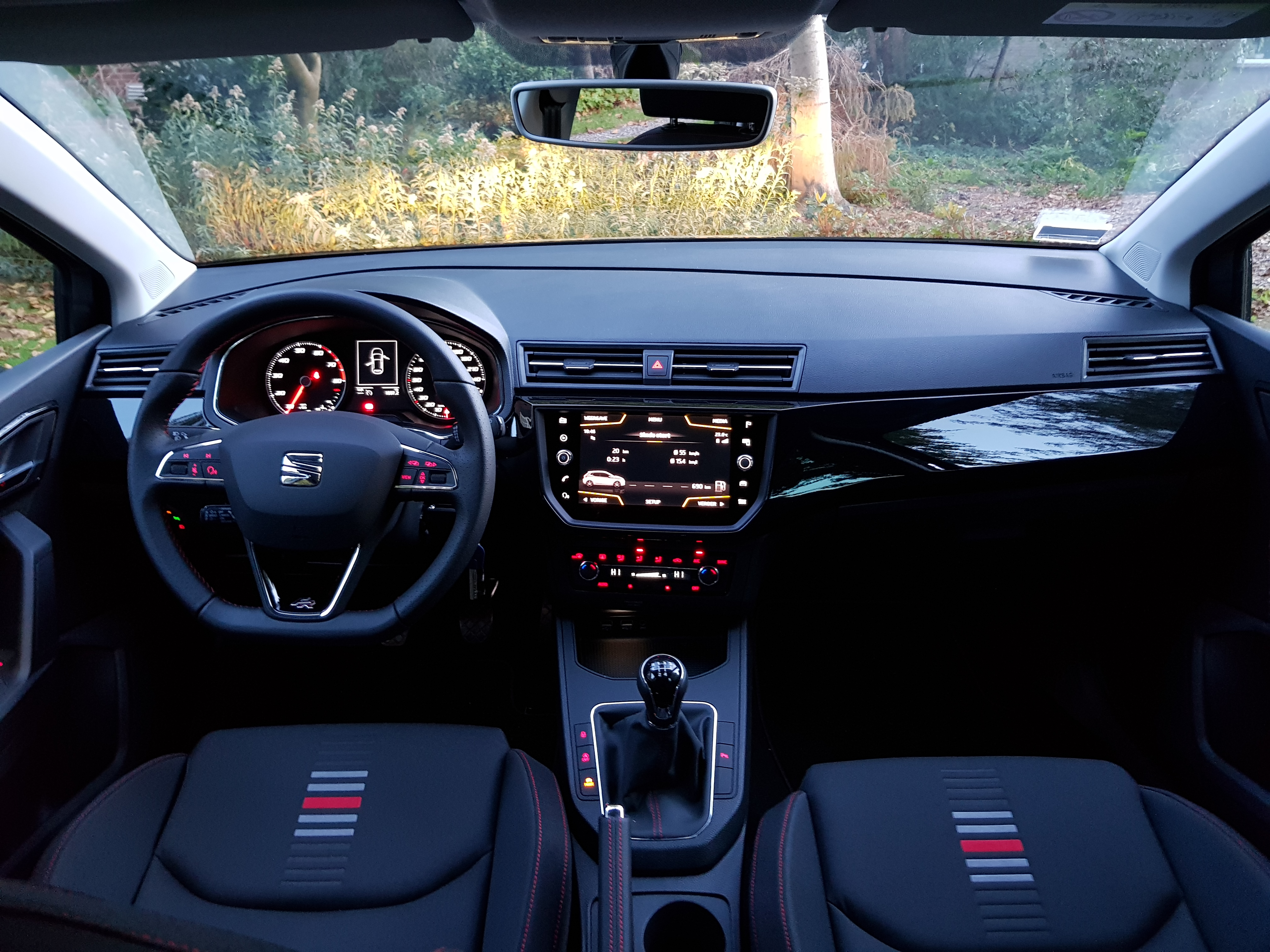

5-дверний хетчбек SEAT Ibiza п'ятого покоління представили на Женевському автосалоні в березні 2017 року. Він оснований на платформі MQB A0 і є першим автомобілем всередині концерну VAG, що її використовує. Варіанти двигуна включають 1,0 TSi 3-циліндровий бензин і 1,4 TDi 3-циліндровий дизель.
Версії універсалу SEAT Ibiza ST не буде, на її місце прийшов кросовер SEAT Arona.
Рестайлінгова версія п'ятого покоління Ібіци представлена в квітні 2021 року.

### Двигуни
| Двигун     | Об'єм [см³] | Тип двигуна | Циліндри /клапани | Потужність [к.с./кВт] при об/хв | Крутний момент [Нм] при об/хв | Швидкість максимальна [км/год] | Розгін 0-100 км/год [с] | Роки виробництва |            |
| Бензинові: | Бензинові:  | Бензинові:  | Бензинові:        | Бензинові:                      | Бензинові:                    | Бензинові:                     | Бензинові:              | Бензинові:       | Бензинові: |
| ---------- | ----------- | ----------- | ----------------- | ------------------------------- | ----------------------------- | ------------------------------ | ----------------------- | ---------------- | ---------- |
| 1.0 MPI    | 999         | І3          | 3/12              | 65 (48)/ 5000–6000              | 95/3000–4300                  | 162                            | 15,2                    | 2017-            |            |
| 1.0 MPI    | 999         | І3          | 3/12              | 75 (55)/6200                    | 95/3000–4300                  | 167                            | 14,7                    | 2017-            |            |
| 1.0 TGI    | 999         | І3          | 3/12              | 90 (66)/4500–5800               | 160/1900–3500                 | 181                            | 11,8                    | 2017-            |            |
| 1.0 TSI    | 999         | І3          | 3/12              | 95 (70)/5000–5500               | 175/1500–3500                 | 182                            | 10,9                    | 2017-            |            |
| 1.0 TSI    | 999         | І3          | 3/12              | 115 (85)/5000–5500              | 200/2000–3500                 | 195                            | 9,3                     | 2017-            |            |
| 1.5 TSI    | 1498        | І4          | 4/16              | 150 (110)/5000–6000             | 250/1500–3500                 | 215                            | 7,9                     | 2017-            |            |
| Дизельні:  |             |             |                   |                                 |                               |                                |                         |                  |            |
| 1.6 TDI    | 1598        | І4          | 4/16              | 80 (59)/ 2700–4800              | 230/ 1400–2400                | 176                            | 13,3                    | 2017-            |            |
| 1.6 TDI    | 1598        | І4          | 4/16              | 95 (70)/ 2750–4600              | 250/ 1500–2600                | 187                            | 11,3                    | 2017-            |            |
| 1.6 TDI    | 1598        | І4          | 4/16              | 115 (85)/ 3250–4000             | 250/ 1500–3200                | 190                            | 10,0                    | 2018-            |            |

## Виробництво та продаж
з 1984 року продано більше 4 000 000 автомобілів SEAT Ibiza.
| Модель         | SEAT Ibiza Mk1 1984–1993 | SEAT Ibiza Mk2 1993–2002 | SEAT Ibiza Mk3 2002–2007 |
| -------------- | ------------------------ | ------------------------ | ------------------------ |
| Всього продано | 1,342,001                | 1,522,607                | 1,084,989                |

| Модель                                                                         | 1998    | 1999    | 2000    | 2001    | 2002    | 2003    | 2004    | 2005    | 2006    | 2007    | 2008    | 2009    | 2010    |
| ------------------------------------------------------------------------------ | ------- | ------- | ------- | ------- | ------- | ------- | ------- | ------- | ------- | ------- | ------- | ------- | ------- |
| SEAT Ibiza / SEAT Ibiza SC / SEAT Ibiza ST Загальний обсяг річного виробництва | 180,775 | 194,245 | 199,279 | 188,427 | 197,311 | 220,497 | 183,754 | 168,645 | 183,848 | 172,206 | 192,470 | 173,715 | 189,083 |